# 20. November
Der 20. November ist der 324. Tag des gregorianischen Kalenders (der 325. in Schaltjahren), somit bleiben 41 Tage bis zum Jahresende.

## Ereignisse

### Politik und Weltgeschehen
- 0284: Wenige Tage nach dem Tod Numerians wird der Gardeoffizier Diocles von seinen Truppen zum römischen Kaiser ausgerufen, obwohl Numerians Bruder Carinus noch in Rom herrscht. Unter dem gewählten Namen Diokletian beendet er die Reichskrise des 3. Jahrhunderts.

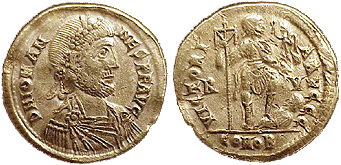
423: Solidus des Johannes

- 0423: Der römische Beamte Johannes erklärt sich zum weströmischen Herrscher und beendet damit die dreimonatige kaiserlose Zeit nach dem Tod des Honorius. Der oströmische Kaiser Theodosius II., Honorius’ Neffe und dessen eigentlicher Erbe, erkennt seine Herrschaft jedoch nicht an.
- 1194: Der deutsche Kaiser Heinrich VI. zieht auf seinem Feldzug gegen Sizilien unter Wilhelm III. in das eroberte Palermo ein. Damit lösen die Staufer die Normannen endgültig als Herrscher von Sizilien ab.

1274: Schlacht von Bun'ei

- 1274: Den ersten Invasionsversuch der Mongolen unter Kublai Khan in Japan wehren die zahlenmäßig überlegenen Samurai in der Schlacht von Bun’ei ab.
- 1371: In Köln endet eine Schlacht der Bürger im Kölner Weberaufstand zwischen ratstreuen Bürgern und Gaffeln einerseits und der Zunft der Weber andererseits in einer Flucht der Weber beim Erkennen ihrer zahlenmäßigen Unterlegenheit.
- 1531: Der Zweite Kappeler Landfriede beendet den Zweiten Kappelerkrieg und regelt die religiösen Verhältnisse in der Alten Eidgenossenschaft neu.
- 1656: Im Vertrag von Labiau hebt während des Zweiten Nordischen Kriegs Schwedens König Karl X. Gustav seine Lehnshoheit über das Herzogtum Preußen und das Ermland auf. Der Große Kurfürst Friedrich Wilhelm wird von ihm als souveräner Fürst von Preußen anerkannt.
- 1695: Der gefangene und zuvor gegen die Sklaverei kämpfende Zumbi wird in der portugiesischen Kolonie Brasilien hingerichtet. Er war letzter Anführer der Sklavensiedlung Palmares, die den von Plantagen geflohenen afrikanischen Sklaven jahrzehntelang eine Heimstatt bot.
- 1719: Im Großen Nordischen Krieg schließt die schwedische Königin Ulrike I. Eleonore in Stockholm einen Präliminarfrieden mit dem Kurfürstentum Hannover. Gegen die Zahlung von 1 Million schwedischen Reichstalern tritt Schweden das Herzogtum Bremen-Verden an Hannover ab.
- 1759: Der preußische General Friedrich August von Finck kapituliert vor den Österreichern unter Leopold Joseph Graf Daun im Gefecht von Maxen. Dafür wird er nach Ende des Siebenjährigen Krieges zu zwei Jahren Festungshaft verurteilt.
- 1759: In der Seeschlacht in der Bucht von Quiberon gelingt einem britischen Geschwader ein entscheidender Sieg im Siebenjährigen Krieg gegenüber einem Pulk französischer Linienschiffe. Die französische Flotte kann sich von dieser Niederlage bis Kriegsende nicht mehr erholen.
- 1780: Mit der Kriegserklärung Großbritanniens an die Niederlande beginnt der vierte Englisch-Niederländische Seekrieg.

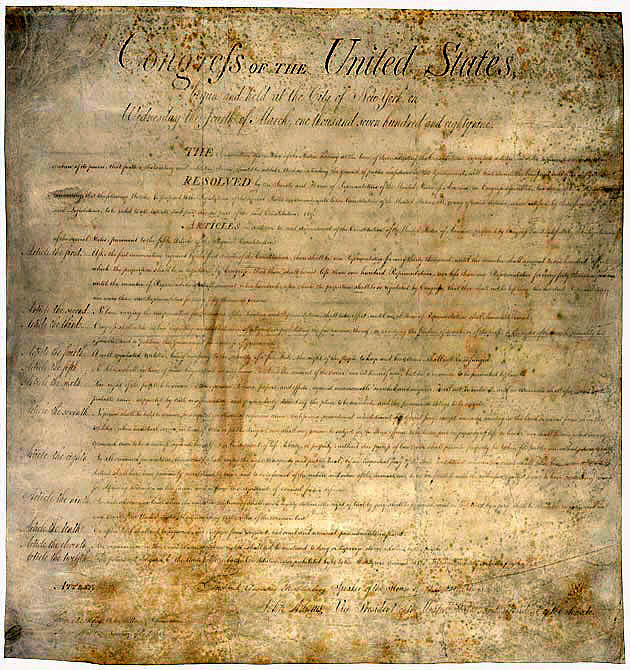
1789: The Bill of Rights

- 1789: New Jersey ratifiziert als erster US-Bundesstaat die Bill of Rights der Vereinigten Staaten.
- 1803: Nach einem mehrwöchigen Prozess wird der Räuberhauptmann Johannes Bückler, genannt Schinderhannes, mit 19 Kumpanen von den französischen Behörden des Département Donnersberg in Mainz zum Tode verurteilt und am nächsten Tag hingerichtet.
- 1815: König Friedrich Wilhelm III. von Preußen, Kaiser Franz I. von Österreich und Zar Alexander I. von Russland unterzeichnen den Zweiten Frieden von Paris, mit dem Frankreich auf die Grenzen von 1790, jedoch ohne Saarbrücken, Landau und Savoyen, reduziert wird. Gleichzeitig wird in einem separaten Dokument zwischen Großbritannien, Preußen, Russland und Österreich die Quadrupelallianz von Chaumont erneuert.

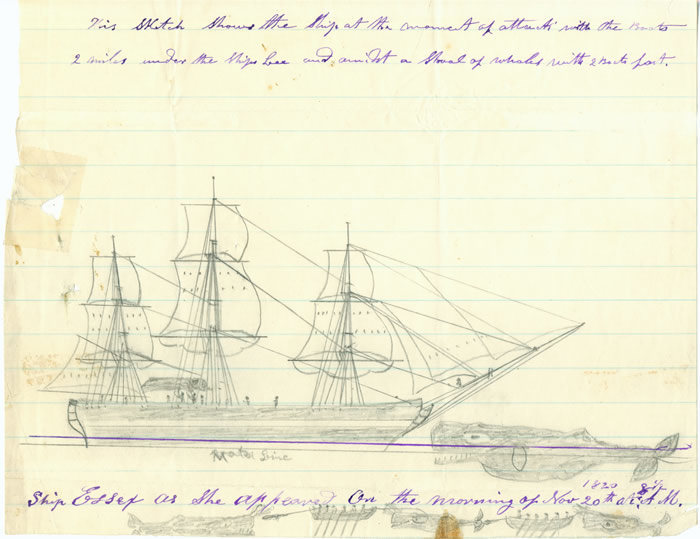
1820: Der Walangriff auf die Essex

- 1820: Das Walfangschiff Essex wird mehrmals von einem Pottwal gerammt und sinkt; der Vorfall wird später Element in Melvilles Roman Moby Dick.
- 1845: Auf dem Río Paraná setzt sich eine französisch-britische Flotte in der Schlacht von Vuelta de Obligado gegen argentinische Kriegsschiffe durch.
- 1873: Der Abenteurer Francis Garnier und eine Gruppe französischer Freischärler erobern Hanoi.
- 1902: In einem Schiedsspruch legt König Eduard VII. von Großbritannien, die Grenze zwischen Chile und Argentinien in Patagonien fest.

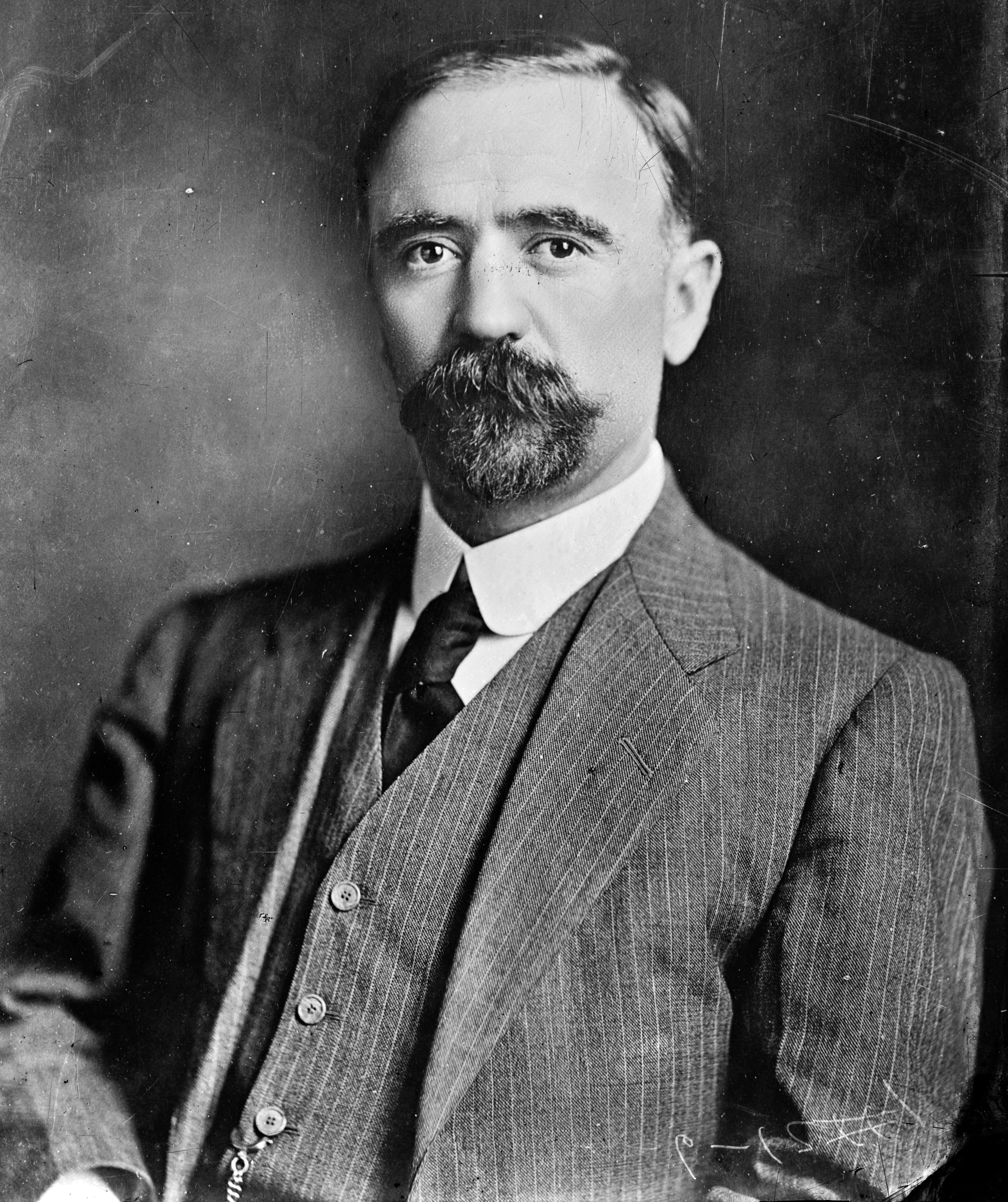
1910: Francisco Indalecio Madero

- 1910: Francisco Madero ruft von seinem Exil in Texas aus zur Revolution gegen den mexikanischen Diktator Porfirio Díaz auf und erklärt sich gleichzeitig selbst zum Präsidenten von Mexiko.
- 1914: Bulgarien verkündet seine Neutralität im Ersten Weltkrieg.
- 1917: Der im März gegründete Zentralrat der Ukraine ruft die autonome Ukrainischen Volksrepublik innerhalb des föderativen neuen Sowjetrusslands aus.

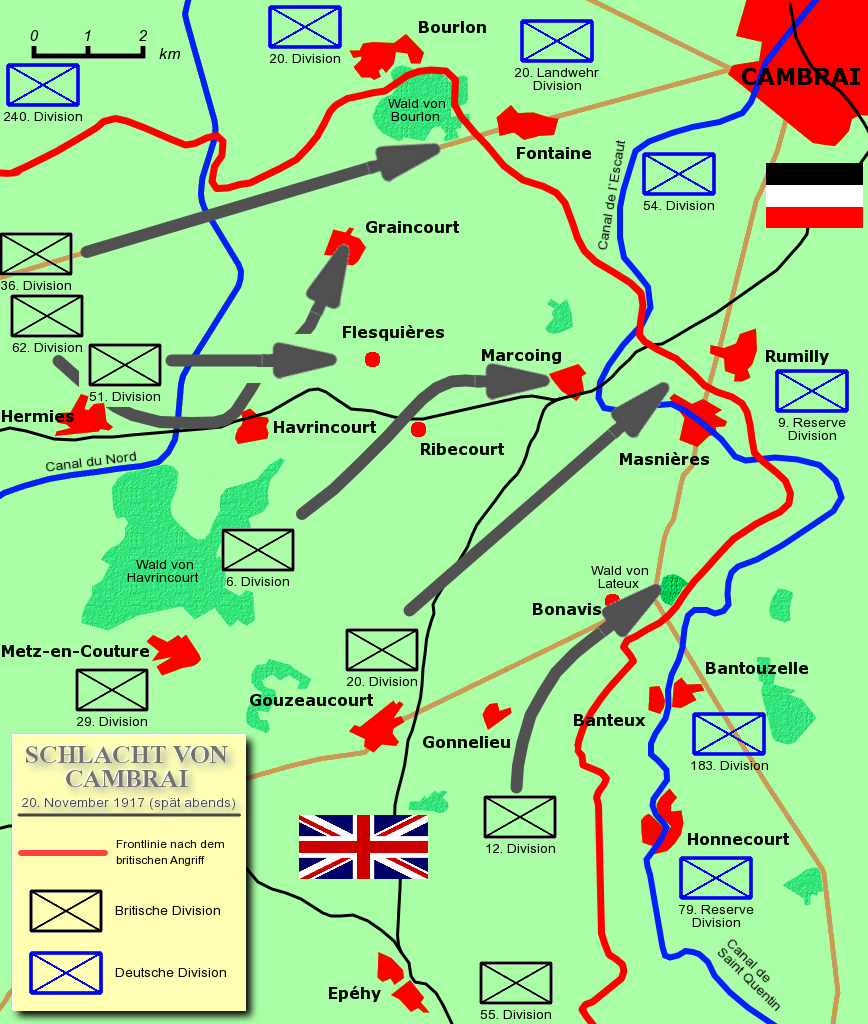
1917: Schlacht von Cambrai

- 1917: Die Schlacht von Cambrai im Ersten Weltkrieg beginnt mit einem massiven britischen Panzerangriff.
- 1925: Der Münchner Dolchstoßprozess endet im Gerichtsurteil mit der Erkenntnis, dass der beklagte Paul Nikolaus Cossmann bei der Verbreitung der Dolchstoßlegende einem Irrtum erlegen sei.
- 1936: Nach Ausbruch des Spanischen Bürgerkrieges wird der Anführer der faschistischen Partei Falange, José Antonio Primo de Rivera, von den Republikanern hingerichtet. Sein Nachfolger wird Francisco Franco. Von Anhängern des Franquismus wird dieser Tag bis heute als 20-N begangen.
- 1940: Ungarn schließt sich dem Dreimächtepakt der Achsenmächte des Zweiten Weltkriegs an.
- 1943: Im Zweiten Weltkrieg beginnt die Schlacht um die Gilbertinseln. Es handelt sich um die erste Station beim „Island Hopping“ der Alliierten.
- 1945: Im Justizpalast in Nürnberg beginnt mit der Verlesung der Anklage der Prozess gegen zwanzig führende Persönlichkeiten des „Dritten Reichs“, darunter Hermann Göring, Joachim von Ribbentrop und Julius Streicher, wegen Kriegsverbrechen und Verbrechen gegen die Menschlichkeit.
- 1955: Der Aufstand von Klaksvík erreicht mit dem Attentatsversuch auf Kristian Djurhuus, den Ministerpräsidenten der Färöer, in Tvøroyri einen seiner dramatischsten Höhepunkte. Djurhuus bleibt unverletzt, doch für die Färöer wird es eine der gravierendsten innenpolitisch motivierten Gewalttaten ihrer Geschichte bleiben.
- 1956: Als Reaktion auf ein geplantes Bundespressegesetz wird der Deutsche Presserat als freiwilliges Selbstkontrollorgan gegründet.
- 1959: Die Generalversammlung der Vereinten Nationen verabschiedet die Deklaration über die Rechte des Kindes, welche die vergleichbare Genfer Deklaration des Völkerbundes aufgreift und sie ergänzt. Dreißig Jahre später wird die Deklaration von der Kinderrechtskonvention abgelöst.

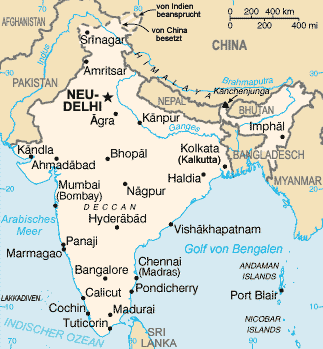
1962: Heute gültige Grenze zwischen Indien und China

- 1962: Nach Erreichen ihrer Kriegsziele proklamiert die Volksrepublik China im Indisch-Chinesischen Grenzkrieg einen einseitigen Waffenstillstand. Durch die Zustimmung Indiens am Folgetag endet der am 20. Oktober begonnene Konflikt.
- 1966: Der Schweizer Kanton Zürich stimmt in einer Volksabstimmung gegen das Frauenwahlrecht.
- 1975: In Madrid stirbt der spanische Diktator General Franco. Mit dem zweiten 20-N endet die Zeit des Franquismus.
- 1977: In einer Rede vor der Knesset erkennt der ägyptische Präsident Anwar as-Sadat das Existenzrecht Israels an.
- 1979: In Mekka beginnt die Besetzung der Großen Moschee, der heiligsten Stätte des Islam. Etwa fünfhundert bewaffnete Islamisten bringen die Moschee in ihre Gewalt, nehmen Tausende von Besuchern als Geiseln und rufen einen ihrer Führer zum Mahdi aus.
- 1989: Die UN-Generalversammlung nimmt die Kinderrechtskonvention an. Sie wird am 20. September 1990 in Kraft treten.
- 1994: Die angolanische Regierung und die Rebellenorganisation UNITA unterzeichnen einen Friedensvertrag, das Lusaka-Protokoll, mit dem der Bürgerkrieg in Angola beendet werden soll.
- 1998: Galina Starowoitowa, russische Reformpolitikerin und stellvertretende Vorsitzende der Partei Demokratisches Russland, wird in Sankt Petersburg ermordet.
- 2003: Bei zwei Anschlägen auf britische Einrichtungen in Istanbul werden mindestens 27 Menschen getötet.
- 2022: In Fulda wird die Partei Bündnis Deutschland gegründet.

### Wirtschaft
- 1811: Friedrich Krupp gründet in Essen eine Fabrik zur Produktion von Gussstahl, aus der sich in der Folge die Friedrich Krupp AG entwickeln wird.
- 1886: Johann Hinrich Köser führt mit seiner Firma H. Köser die erste deutsche Fischauktion in Hamburg durch und begründet damit das Auktionswesen der deutschen Fischindustrie.
- 1896: Die Schauerleute in Hamburg beschließen einen Hafenarbeiterstreik, der sich in der Folge zur ersten großen Arbeitsniederlegung im Deutschen Reich entwickeln wird.

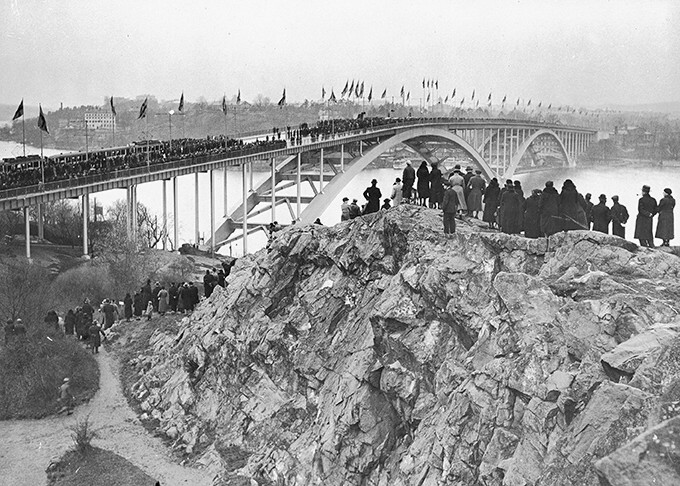
1935: Einweihung der Västerbron

- 1935: In Stockholm wird die Västerbron eingeweiht. Die zwei Bogenkonstruktionen der Brücke verbinden die Stadtteile Södermalm und Kungsholmen.

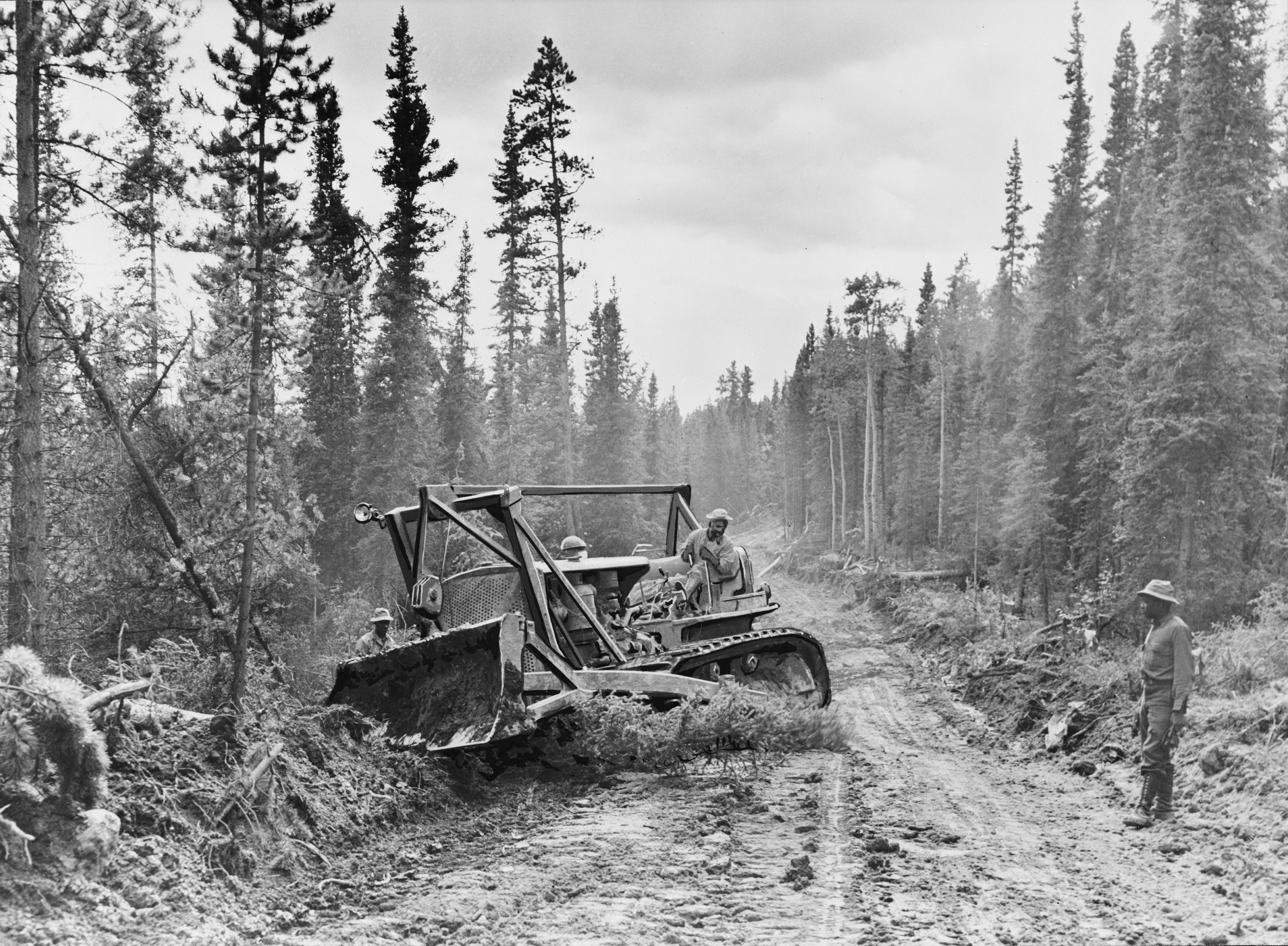
1942: Bau des Alaska Highway

- 1942: Der bereits im Oktober fertiggestellte Alaska Highway wird offiziell eröffnet. Der Bau der Straße wurde nach dem japanischen Angriff auf Pearl Harbor von den USA unter militärischen Aspekten forciert. Die Straße verbindet das in der kanadischen Provinz British Columbia gelegene Dawson Creek mit Delta Junction im US-Bundesstaat Alaska.
- 1947: Der Saar-Franken wird im Saarland eingeführt.
- 1982: Zwischen Hamburg und Berlin wird die fertiggestellte Transitautobahn für den Verkehr freigegeben. Auf DDR-Seite öffnet der innerdeutsche Grenzübergang bei Zarrentin am Schaalsee.
- 1985: Microsoft veröffentlicht die erste Version des Betriebssystems Windows.

### Wissenschaft und Technik
- 1768: Nahe Mauerkirchen ereignet sich ein Meteoritenfall.
- 1834: In Brüssel nimmt die Freie Universität, 1970 aufgespalten in eine französisch- und eine niederländischsprachige Einrichtung, ihre Lehrtätigkeit auf.
- 1849: Széchenyi Lánchid, die erste feste Donaubrücke zwischen Buda und Pest, wird ihrer Bestimmung übergeben.
- 1928: Die deutsche Reichspost führt probeweise erste Bildfunkübertragungen über ihren Sender Königs Wusterhausen mit Hilfe eines Fultographen durch. Sie testet damit eine Vorstufe in der deutschen Geschichte des Fernsehens.
- 1953: Albert Scott Crossfield fliegt mit einer Douglas Skyrocket als erster Mensch mit zweifacher Schallgeschwindigkeit (Mach 2).
- 1976: In Mexiko wird die Universidad Autónoma de Tlaxcala gegründet.
- 1984: Das SETI-Institut zur Suche nach intelligentem außerirdischem Leben wird gegründet.

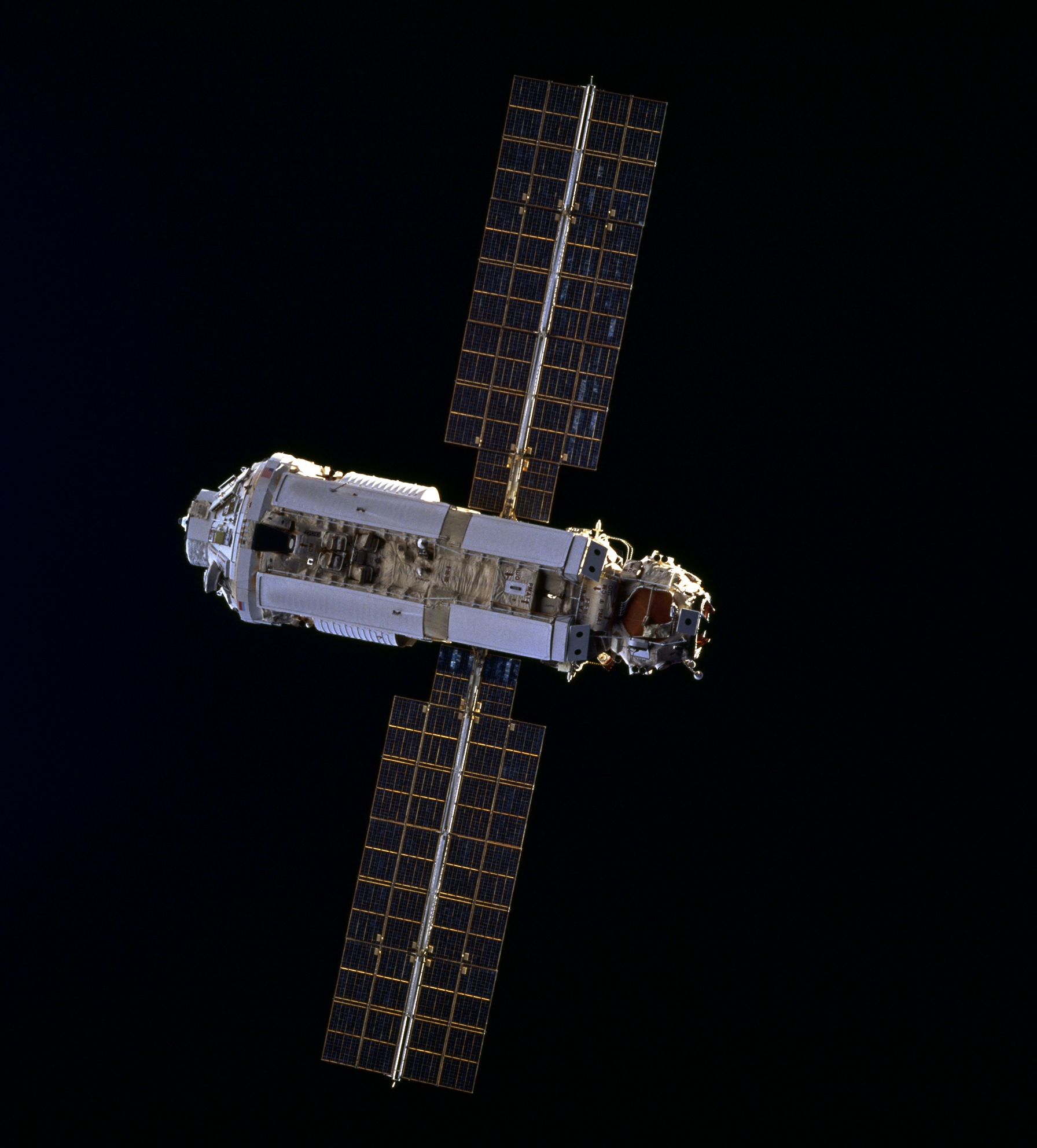
1998: Das ISS-Modul Sarja

- 1998: Sarja, das erste Modul der Internationalen Raumstation (ISS), wird mit einer russischen Proton-K Rakete von Baikonur aus gestartet.

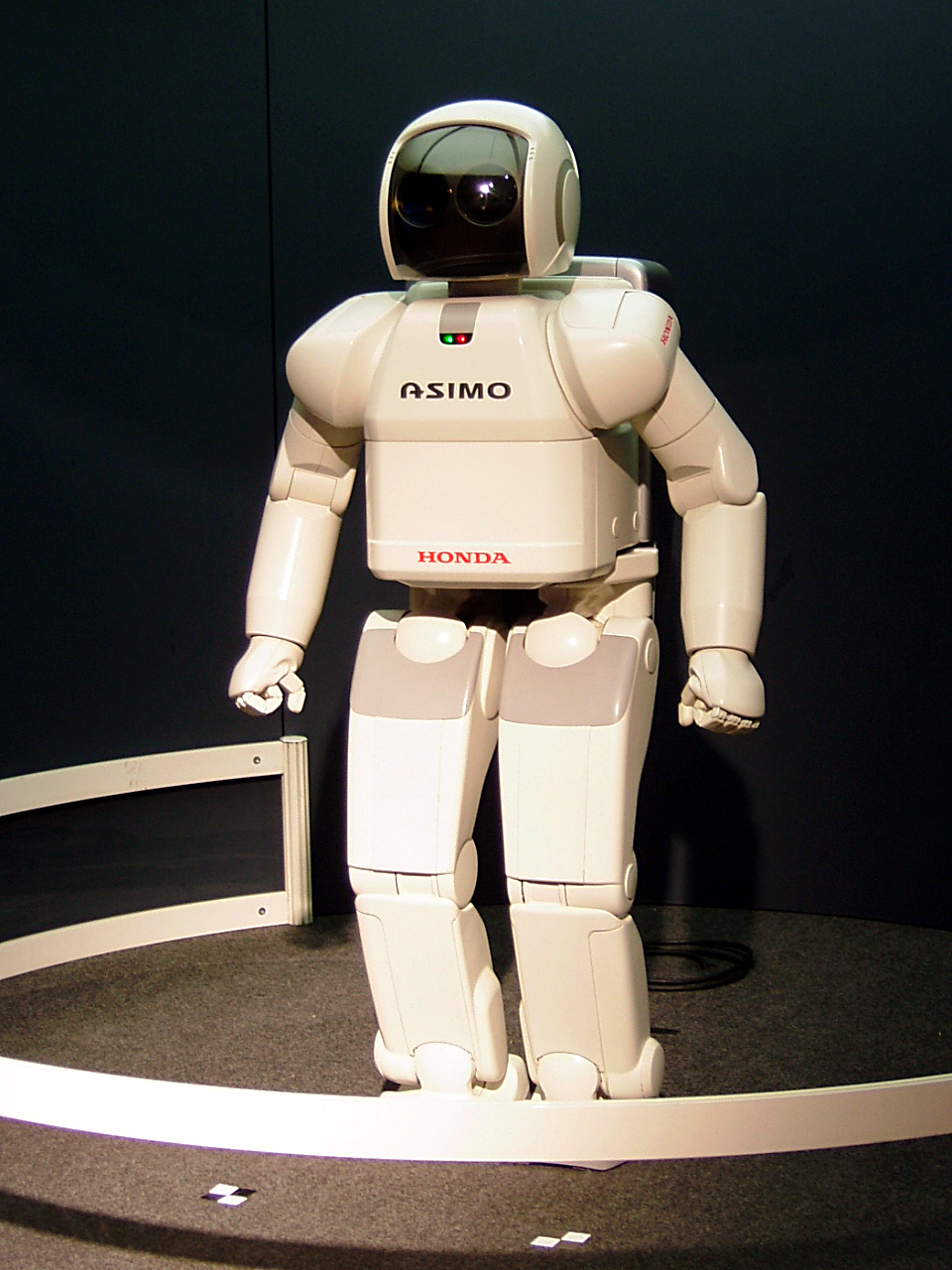
2000: ASIMO

- 2000: Honda stellt den humanoiden Roboter ASIMO der Öffentlichkeit vor.

### Kultur
- 1757: Die Uraufführung der Oper L'Isola disabitata von Domenico Scarlatti findet am Teatro San Samuele in Venedig statt.
- 1805: Die Uraufführung von Fidelio, Ludwig van Beethovens einziger Oper, findet im Theater an der Wien in Wien statt.
- 1853: Die Uraufführung der Oper Giulia oder die Corsen von Peter Joseph von Lindpaintner findet in Stuttgart statt.
- 1889: Die 1. Sinfonie von Gustav Mahler wird in Budapest uraufgeführt.
- 1901: Die Uraufführung der Oper Grisélidis von Jules Massenet findet an der Opéra-Comique in Paris statt.

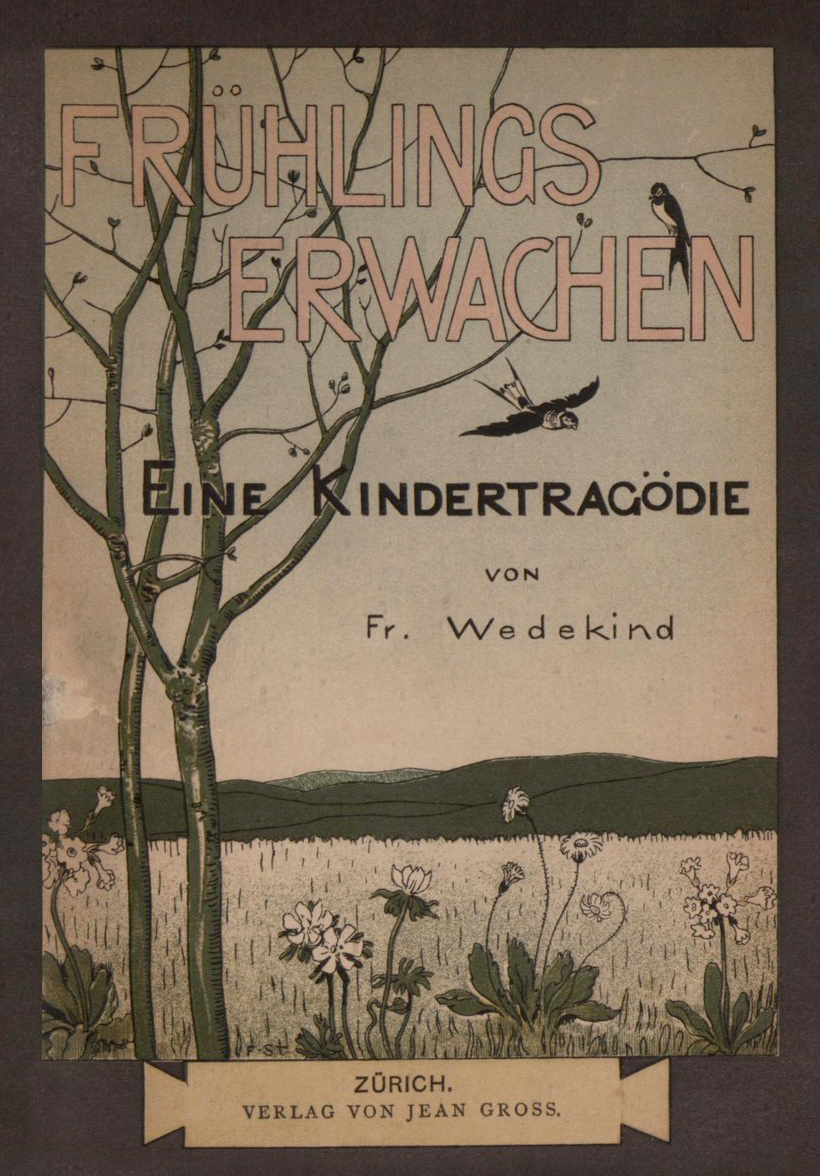
1906: Frühlings Erwachen (Originalausgabe von 1891)

- 1906: Unter der Regie von Max Reinhardt findet an den Berliner Kammerspielen die Uraufführung von Frank Wedekinds Drama Frühlings Erwachen statt, das von diesem bereits 1891 fertiggestellt worden ist.
- 1908: Die Komödie Moral von Ludwig Thoma wird in Berlin uraufgeführt.
- 1910: Die Uraufführung der Oper Semirama von Ottorino Respighi findet in Bologna statt.
- 1911: Ein halbes Jahr nach dem Tod des Komponisten wird in München Gustav Mahlers Das Lied von der Erde unter der Leitung von Bruno Walter uraufgeführt. Unter Vermeidung des Wortes Sinfonie hat Mahler das Werk als „sinfonischen Liederzyklus“ bezeichnet, aus Angst, eine 9. Sinfonie könnte – wie bei seinen Vorbildern Ludwig van Beethoven und Anton Bruckner – seine letzte sein.
- 1913: Der deutsche Kaiser Wilhelm II. verbietet das Tanzen von Tango in Uniform wegen Unschicklichkeit.
- 1919: Der Geiger Ben Selvin spielt bei Victor Records das Instrumentalstück Dardanella ein, das in der Folge als erste Single der Musikgeschichte die Grenze von 3 Millionen verkauften Exemplaren überschreiten wird.
- 1923: Die Uraufführung der Oper Die Höhle von Salamanca von Bernhard Paumgartner findet an der Staatsoper in Dresden statt.
- 1926: Dorothea Angermann von Gerhart Hauptmann wird an siebzehn deutschsprachigen Bühnen gleichzeitig uraufgeführt.

1965: Schiff von Kyrenia (Abbildung auf der zyprischen 50-Cent-Münze)

- 1965: Der Schwammtaucher Andreas Karolou entdeckt vor der Nordküste Zyperns das aus der vorrömischen Eisenzeit stammende Schiff von Kyrenia.
- 1966: Das Musical Cabaret von John Kander und Fred Ebb erlebt am Broadhurst Theatre am New Yorker Broadway seine Premiere.

### Gesellschaft
- 1920: Pierre Cérésole organisiert mit dem Service Civil International das erste Workcamp als Friedensprojekt im kriegszerstörten Esnes-en-Argonne.
- 1947: Die britische Prinzessin Elisabeth heiratet in London Philip, Duke of Edinburgh.
- 1992: In der Privatkapelle der englischen Königin Elisabeth II. auf Windsor Castle bricht ein Feuer aus, bei dem ein Fünftel der Gebäudefläche des Schlosses beschädigt wird.
- 2006: Ein 18-jähriger ehemaliger Schüler der Geschwister-Scholl-Realschule in Emsdetten verletzt bei einem Amoklauf in seiner früheren Schule 37 Menschen. Anschließend tötet er sich selbst.

### Religion
- 1606: Der englische König Jakob I. weist in einem Schreiben die Geschäftsführer der Virginia Company of London an, die amerikanischen Ureinwohner gewaltsam zum Anglikanismus zu bekehren.
- 1645: Papst Innozenz X. erhebt das bisherige Priesterseminar in Manila zur Universität Santo Tomas. Die katholische Hochschule ist heute die älteste Universität Asiens.

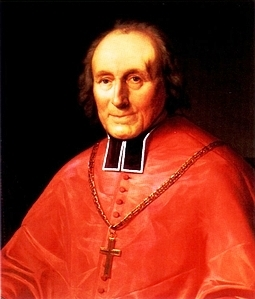
1837: Clemens August Droste zu Vischering

- 1837: Der Kölner Erzbischof Clemens August Droste zu Vischering wird im Streit mit Preußen um die Akzeptanz von Mischehen verhaftet.
- 1890: Die Enzyklika Catholicae ecclesiae richtet Papst Leo XIII. an die Missionare in Afrika und formuliert darin Aussagen wider Sklaverei.
- 1947: Auf die Liturgische Bewegung geht Papst Pius XII. mit der Enzyklika Mediator Dei ein, in der er das Wesen der heiligen Liturgie im Gottesdienst erläutert.
- 1979: Der österreichische Bundespräsident Rudolf Kirchschläger eröffnet das Islamische Zentrum Wien, das die erste Moschee in Österreich beherbergt.

### Katastrophen
- 1993: Nordmazedonien: Eine Jakowlew Jak-42 der Avioimpex auf dem Avioimpex-Flug 110 von Genf nach Skopje wird wegen schlechten Wetters nach Ohrid umgeleitet, wo sie gegen einen Berg prallt. Bei dem Unfall kamen alle 116 Personen an Bord ums Leben.
- 2016: Bei einem schweren Eisenbahnunglück nahe Kanpur im indischen Bundesstaat Uttar Pradesh sterben mindestens 142 Menschen.

Kleinere Unglücksfälle sind in den Unterartikeln von Katastrophe und in der Liste von Katastrophen aufgeführt.

### Sport
- 1910: Der portugiesische Fußballverein Vitória Setúbal entsteht.
- 1993: Die Dopingsperre von Katrin Krabbe, Grit Breuer und Manuela Derr wird durch den Internationalen Leichtathletik-Verband bestätigt.

Einträge von Leichtathletik-Weltrekorden befinden sich unter der jeweiligen Disziplin unter Leichtathletik.

## Geboren

### Vor dem 18. Jahrhundert
- 0939: Song Taizong, Kaiser von China
- 1453: Giacomo Cozzarelli, italienischer Architekt, Bildhauer, Bronzegießer und Maler
- 1529: Hieronymus Tilesius, deutscher lutherischer Theologe und Reformator
- 1586: Polykarp Leyser II., lutherischer Theologe
- 1591: Georg Albrecht von Brandenburg, Markgraf von Brandenburg
- 1597: Theodor Zwinger der Jüngere, Schweizer Pfarrer und Theologie-Professor

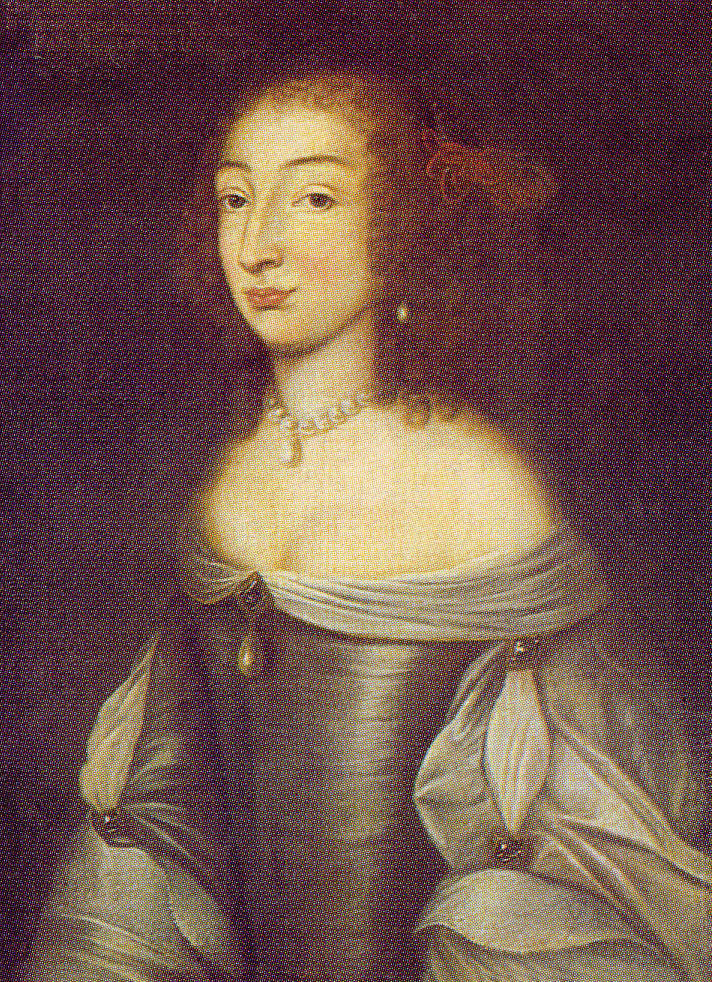
Charlotte von Hessen-Kassel (* 1627)

- 1610: Othmar Appenzeller, Bürgermeister von St. Gallen
- 1622: Bernhard Schultze, deutscher Rechtswissenschaftler und Kameralist
- 1624: Gottfried von Jena, deutscher Diplomat und preußischer Politiker
- 1625: Paulus Potter, niederländischer Maler (Taufdatum)
- 1627: Charlotte von Hessen-Kassel, hessische Adlige, Gemahlin von Kurfürst Karl I. Ludwig
- 1629: Ernst August, Kurfürst von Hannover
- 1648: Joseph Adelmann, deutscher Jesuit und Hochschullehrer
- 1656: Eleonore Charlotte von Württemberg-Mömpelgard, Prinzessin von Württemberg-Mömpelgard
- 1673: Friedrich, Herzog von Sachsen-Weißenfels-Dahme und kursächsischer Generalleutnant
- 1687: Jean Pierre Antoine d’Alençon, deutscher Beamter
- 1688: Gyeongjong, 20. König der Joseon-Dynastie in Korea

### 18. Jahrhundert
- 1721: Jean-Henri Maubert de Gouvest, französischer Mönch, Abenteurer, Offizier, Sekretär, Schriftsteller und Publizist
- 1724: Noël Lemire, französischer Kupferstecher
- 1727: Maria Josefa von Harrach, Fürstin von Liechtenstein
- 1729: Charles Henri d’Estaing, französischer Admiral
- 1733: Philip Schuyler, niederländischstämmiger Offizier und Politiker, Mitglied des Kontinentalkongresses, General im Amerikanischen Unabhängigkeitskrieg, Senator
- 1733ː Christiane von der Osten-Sacken, deutsche frühkapitalistische Unternehmerin
- 1737: Johann Jacob Ebert, deutscher Mathematiker, Dichter und Astronom, Journalist und Autor
- 1737: Georg David Matthieu, deutscher Porträtmaler und Kupferstecher
- 1741: Christian Friedrich Schmidt, deutscher Philosoph und Theologe

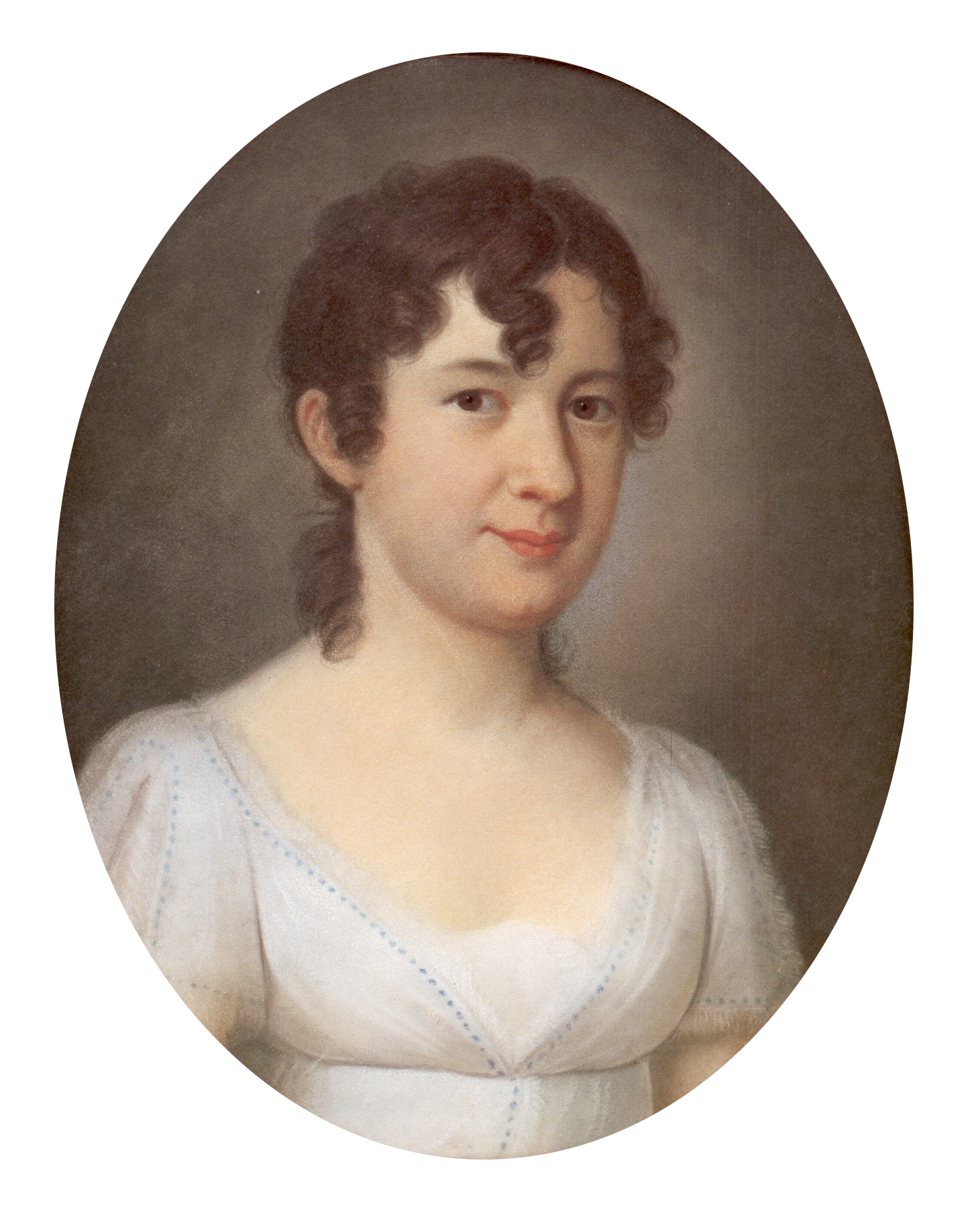
Marianne von Willemer (* 1784)

- 1752: Thomas Chatterton, britischer Dichter
- 1752: Leopold Layer, slowenischer Maler
- 1752: Marie Jean François Philibert Lecarlier, französischer Kommissar in der Helvetischen Republik
- 1752: Robert Wright, US-amerikanischer Politiker, Senator, Gouverneur von Maryland, Mitglied des Repräsentantenhauses
- 1752: Christian von Zweybrücken, Offizier in französischen, preußischen und bayrischen Diensten
- 1753: Louis-Alexandre Berthier, französischer Marschall
- 1754: Johann Christoph Gubitz, deutscher typografischer Künstler, Schriftsetzer und Stempelschneider
- 1755: Franz Josef Gassmann, Schweizer Buchdrucker und -händler, Zeitungsgründer und Redaktor
- 1758: Georg Friedrich Fickert, deutscher Kirchenlieddichter und Pfarrer
- 1758: Alexandre Grimod de la Reynière, französischer Gourmet, Lehrmeister für Kochkunst und Erfinder der Gastronomiekritik
- 1758: Abraham B. Venable, US-amerikanischer Politiker, Mitglied des Repräsentantenhauses, Senator
- 1761: Pius VIII., Papst
- 1765: Friedrich Julius von Kniestedt, deutscher Jurist und Gutsbesitzer
- 1768: Andreas Leonhard Creuzer, deutscher Theologe
- 1770: Johann Ludwig Klohss, deutscher Mediziner
- 1775: Gustav von Seckendorff, deutscher Dichter und Schriftsteller
- 1779: Franz Haniel, deutscher Unternehmer
- 1783: Georg Simon von Sina, österreichischer Bankier und Unternehmer
- 1784: Marianne von Willemer, österreichische Schauspielerin, Tänzerin und Lyrikerin, Freundin von Johann Wolfgang von Goethe
- 1787: Johann Nikolaus von Dreyse, deutscher Erfinder, Konstrukteur und Unternehmer
- 1791: Ferrante Aporti, italienischer Pädagoge und Theologe
- 1791: Josef Sonoré, preußischer Offizier und Landrat
- 1794: Eduard Rüppell, deutscher Naturwissenschaftler und Afrikaforscher
- 1798: Johann Georg August Wirth, deutscher Jurist, Schriftsteller und Politiker, Organisator des Hambacher Festes, Mitglied der Frankfurter Nationalversammlung

### 19. Jahrhundert

#### 1801–1850
- 1804: Friedrich Paschen, deutscher Geodät und Astronom
- 1807: Peter Tidemand Malling, norwegischer Buchdrucker, Verleger und Buchhändler

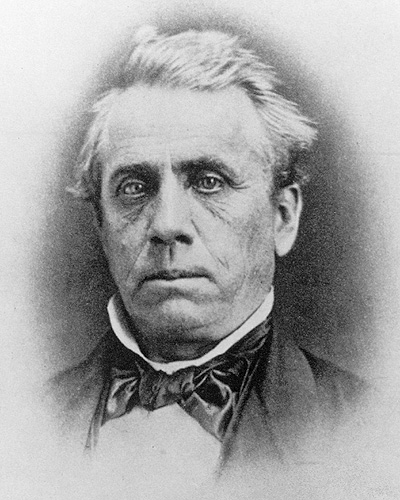
Gustav Körner (* 1809)
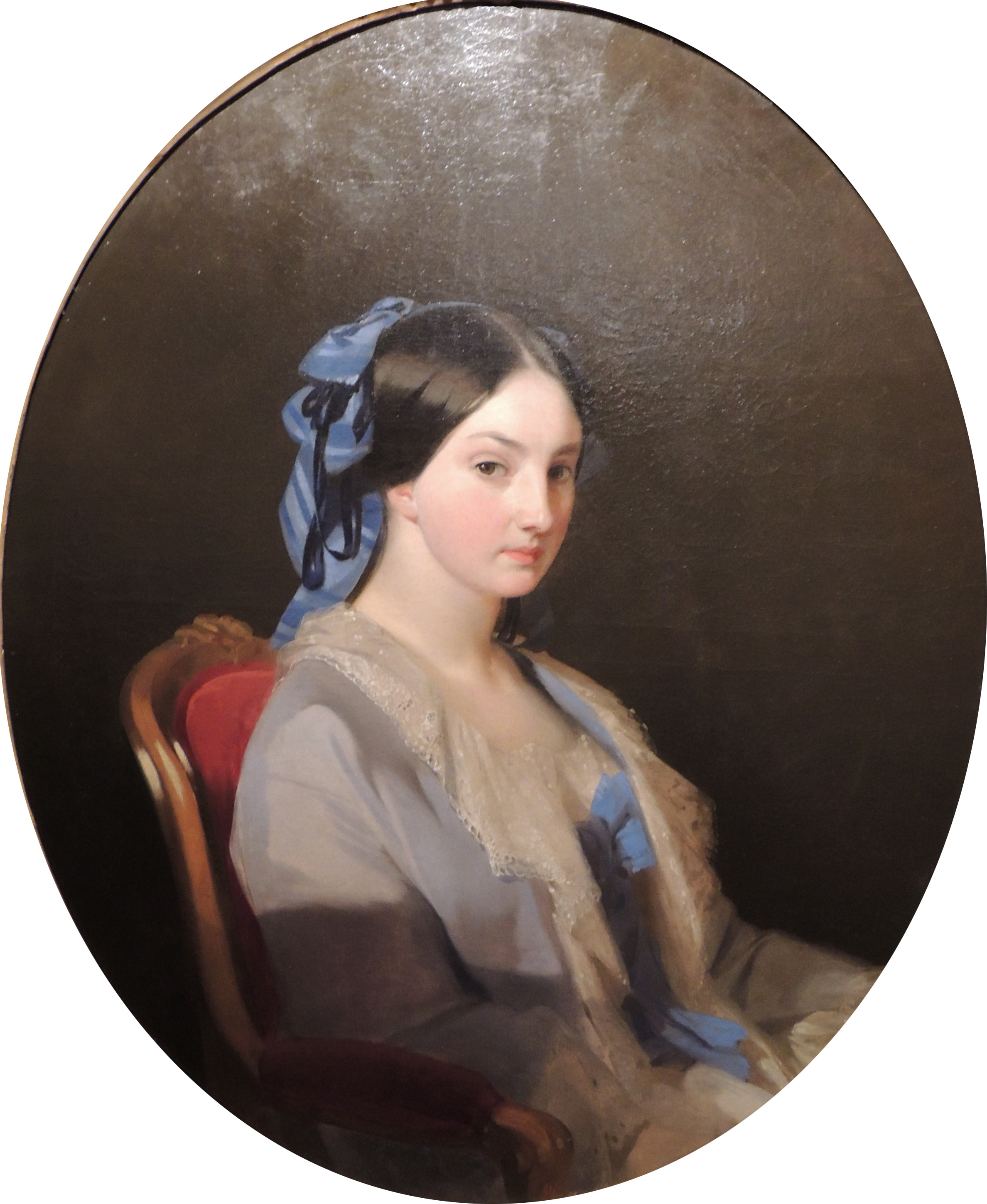
Jelisaweta Wassiljewna Kotschubei (* 1821)
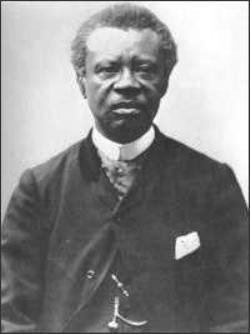
Edmond Dédé (* 1823)

- 1809: Gustav Körner, deutsch-US-amerikanischer Jurist, Diplomat und Staatsmann, Botschafter in Spanien
- 1810: Christian Johann Heinrich Schmidt, deutscher Lokomotivführer
- 1811: Friedrich Apfelstedt, deutscher Pfarrer und Heimatforscher
- 1817: Jacobus Isaac Doedes, niederländischer reformierter Theologe
- 1818: Karol Szajnocha, polnischer Schriftsteller und Historiker
- 1819: August Mylius, deutscher Missionar
- 1820: Johann Wilhelm Greven, deutscher Verleger und Buchhändler
- 1821ː Jelisaweta Wassiljewna Kotschubei, russische Fürstin und Komponistin
- 1822: Marie Frankenstein, deutschamerikanische Malerin und Bildhauerin
- 1823: Edmond Dédé, US-amerikanischer Komponist und Geiger
- 1823: Karl Vissaula, Schweizer Politiker, Nationalrat
- 1823: Klara Weise, deutsche Kinder- und Jugendbuchautorin
- 1824: Sydenham Elnathan Ancona, US-amerikanischer Politiker, Mitglied des Repräsentantenhauses
- 1825: António de Serpa Pimentel, portugiesischer Politiker, mehrfacher Minister, Premierminister
- 1838: William Painter, US-amerikanischer Erfinder (Kronkorken)
- 1841: Carl Berner, norwegischer Politiker, Minister
- 1841: Victor D’Hondt, belgischer Professor für Zivil- und Steuerrecht
- 1841: Wilfrid Laurier, kanadischer Politiker, Minister, Premierminister
- 1850: Arthur Goring Thomas, englischer Komponist

#### 1851–1900
- 1851: Margarethe von Italien, Königin von Italien
- 1851: Charlotte Garrigue Masaryková, amerikanisch-tschechische Pianistin
- 1853: Martin Samuel Kroch, deutsch-jüdischer Kaufmann und Bankier
- 1855: Emil Marriot, österreichische Schriftstellerin des Realismus
- 1855ː Luise Schmidt, deutsche Malerin, Zeichnerin und Grafikerin
- 1858: Selma Lagerlöf, schwedische Schriftstellerin, Nobelpreisträgerin

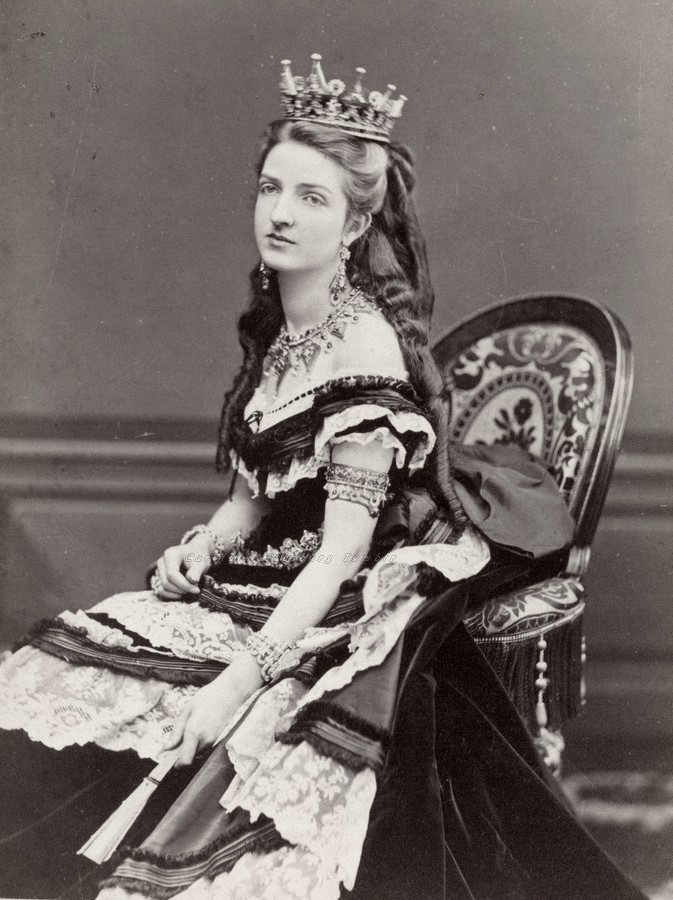
Margarethe von Italien (* 1851)
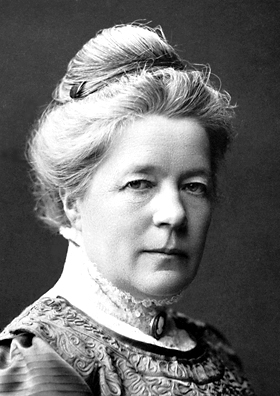
Selma Lagerlöf (* 1858)
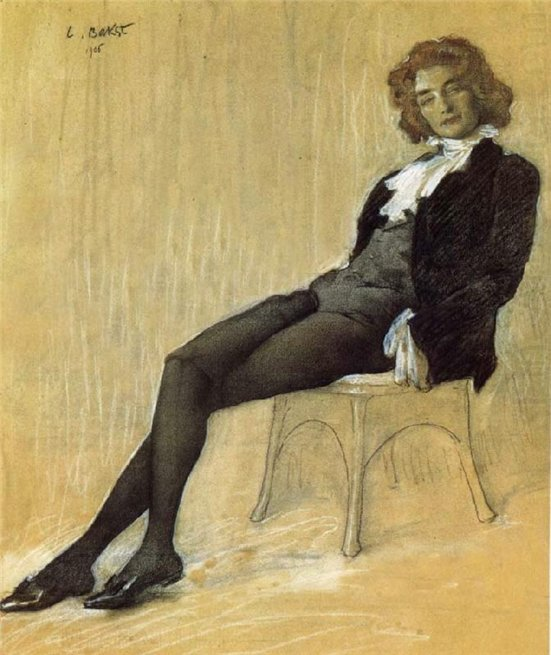
Sinaida Hippius (* 1869)
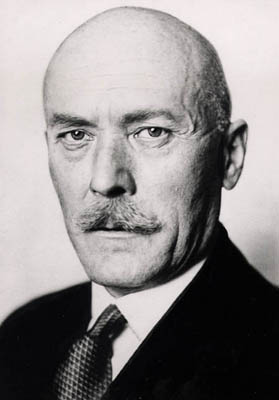
Friedrich Werner von der Schulenburg (* 1875)

- 1858: Nellie Stewart, australische Schauspielerin und Sängerin
- 1858: Franz Zorn von Bulach, deutscher Geistlicher, Weihbischof von Straßburg, Titularbischof von Erythrae, MdL
- 1862: Georges Palante, französischer Philosoph und Anarchist
- 1864: Gerhard Wilhelm Kernkamp, niederländischer Historiker
- 1865: Berthe Weill, französische Kunsthändlerin und Galeristin
- 1866: Maria Letizia Bonaparte, Herzogin von Aosta
- 1868: August Euler, deutscher Flugpionier
- 1869: Sinaida Hippius, russische Schriftstellerin
- 1873: Ramón Castillo, argentinischer Politiker, Staatspräsident
- 1873: Georges Caussade, französischer Komponist
- 1873: Walter Evans Edge, US-amerikanischer Politiker, Gouverneur von New Jersey, Senator
- 1873: Daniel Gregory Mason, US-amerikanischer Komponist
- 1875: Friedrich Werner von der Schulenburg, deutscher Diplomat und Widerstandskämpfer
- 1879: Heinrich Lilienfein, deutscher Schriftsteller, Generalsekretär der Schiller-Stiftung Weimar
- 1880: Clemens Högg, bayerischer Landtagsabgeordneter und Begründer der Arbeiterwohlfahrt in Neu-Ulm und Augsburg
- 1882: Grete Dierkes, österreichische Schauspielerin
- 1882: Felix Linnemann, deutscher Polizist und Fußballfunktionär, Präsident des DFB
- 1882: Mikael Simonsen, dänischer Ruderer
- 1883: Alcibíades Arosemena, panamaischer Beamter und Botschafter, Staatspräsident
- 1883: Theodor Roemer, deutscher Agrarwissenschaftler
- 1885: Hermann Keller, deutscher Kirchenmusiker und Musikwissenschaftler
- 1886: Karl von Frisch, österreichischer Verhaltensforscher, Nobelpreisträger
- 1886: Robert Hunter, US-amerikanischer Golfspieler
- 1887: Eck Robertson, US-amerikanischer Country-Musiker
- 1889: Edwin Hubble, US-amerikanischer Astronom
- 1890: Hermann Adler, deutscher Offizier und Militärschriftsteller
- 1890: Robert Armstrong, US-amerikanischer Schauspieler
- 1892: Theo Aeckerle, deutscher Maler, Zeichner, Plastiker und Lithograf
- 1892: Erik Nölting, deutscher Politiker, MdL, Landesminister, MdB
- 1892: Grete Reiner, deutsche Übersetzerin und Herausgeberin
- 1896: Hayashi Tatsuo, japanischer Philosoph, Kultur- und Literaturkritiker
- 1897: Austin Robinson, britischer Ökonom
- 1897: Germaine Krull, deutsche Fotografin
- 1899: Angelika Hoerle, deutsche Malerin und Grafikerin, Kölner Dadaistin
- 1900: Jean d’Aulan, französischer Bobfahrer, Flieger und Autorennfahrer
- 1900: Vincentius Eugenio Bossilkoff, bulgarischer Geistlicher, Bischof von Nicopolis, Märtyrer

### 20. Jahrhundert

#### 1901–1925

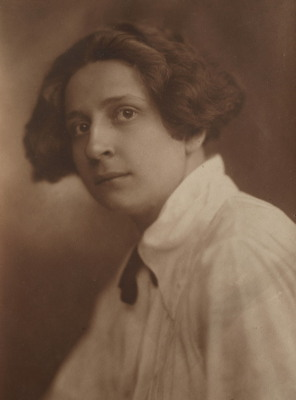
Wiktorija Angelowa-Winarowa (* 1902)

- 1902ː Wiktorija Angelowa-Winarowa, bulgarische Architektin
- 1902: Gianpiero Combi, italienischer Fußballspieler
- 1902: Erik Eriksen, dänischer Politiker, Ministerpräsident
- 1902: Wolfgang Kunkel, deutscher Jurist und Rechtshistoriker
- 1903: Hugo Barth, deutscher Zehnkämpfer und Hürdenläufer
- 1903: Alexandra Dionissijewna Danilowa, russische Balletttänzerin und Choreografin
- 1905: Georgia Lind, deutsche Schauspielerin
- 1905: Friedl Rinder, deutsche Schachspielerin
- 1906: Herbert Bochow, deutscher Kommunist und Widerstandskämpfer
- 1906: Hanns Koren, österreichischer Volkskundler und Politiker, Abgeordneter zum Nationalrat, Festivalgründer (steirischer herbst)
- 1907: Henri-Georges Clouzot, französischer Filmregisseur
- 1908: Georgi Feodosjewitsch Woronoi, ukrainischer Mathematiker
- 1909: Marianne Breslauer, deutsche Fotografin und Kunsthändlerin
- 1910: Bernhard Klamroth, deutscher Offizier, Widerstandskämpfer des 20. Juli 1944
- 1911: Aubrey Jones, britischer Politiker
- 1911: Jean Shiley, US-amerikanische Leichtathletin, Olympiasiegerin
- 1912: Eleonore Dörner, deutsche Germanistin und Schriftstellerin
- 1912: Otto Habsburg-Lothringen, deutsch-österreichischer Schriftsteller, Publizist und Politiker, Sohn des letzten österreichischen Kaisers, MdEP
- 1913: Russell Rouse, US-amerikanischer Regisseur, Produzent und Drehbuchautor
- 1913: Libertas Schulze-Boysen, deutsche Widerstandskämpferin, Mitglied der Widerstandsgruppe Rote Kapelle
- 1914: Charles Berlitz, US-amerikanischer Schriftsteller
- 1917: Max Baumann, deutscher Komponist
- 1917: Robert Byrd, US-amerikanischer Politiker, Mitglied des Repräsentantenhauses, Senator
- 1917: Heiner Gautschy, Schweizer Radio- und Fernsehjournalist
- 1917: Evelyn Keyes, US-amerikanische Schauspielerin
- 1918: Tibor Frešo, slowakischer Komponist und Dirigent
- 1918: Juku Pent, deutscher Skilangläufer
- 1918: Dora Ratjen, deutsche Leichtathletin
- 1919: Alan Brown, britischer Rennfahrer und -teambesitzer
- 1919: Phyllis Thaxter, US-amerikanische Schauspielerin
- 1920: Anne-Marie Fabian, deutsche Journalistin und Schriftstellerin
- 1920: Renate Mannhardt, deutsche Schauspielerin
- 1920: Armin Schibler, Schweizer Komponist und Musikpädagoge
- 1921: Chidananda Dasgupta, indischer Filmkritiker
- 1921: Jim Garrison, US-amerikanischer Staatsanwalt, beteiligt an den Ermittlungen und Anklagen im Mordfall John F. Kennedy
- 1921: Edith Lechtape, deutsche Schauspielerin und Fotokünstlerin
- 1921: Norbert Moret, Schweizer Komponist, Pianist, Organist, Chorleiter und Musikpädagoge
- 1921: Ursula Ziebarth, deutsche Schriftstellerin
- 1923: Tonino Delli Colli, italienischer Kameramann

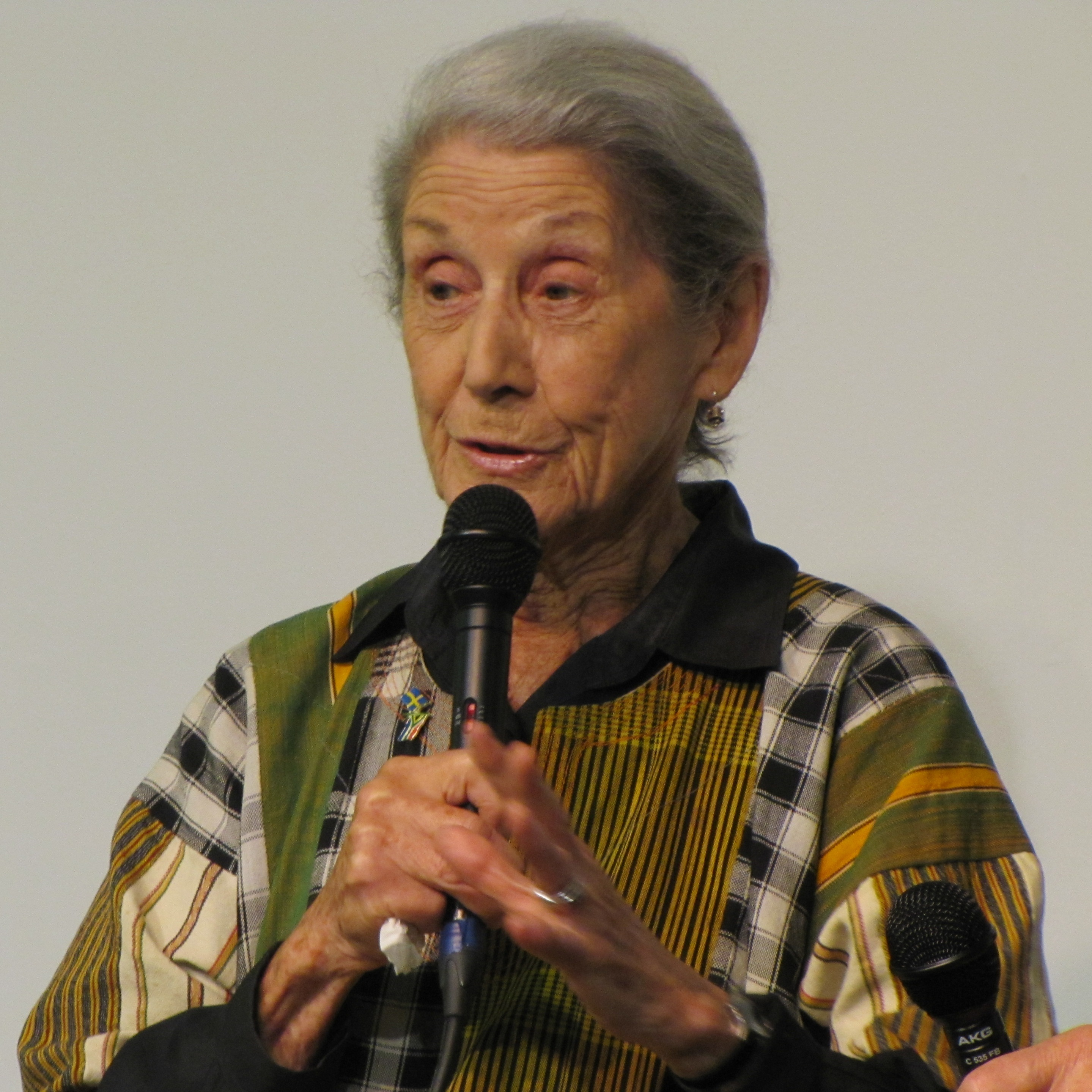
Nadine Gordimer (* 1923)
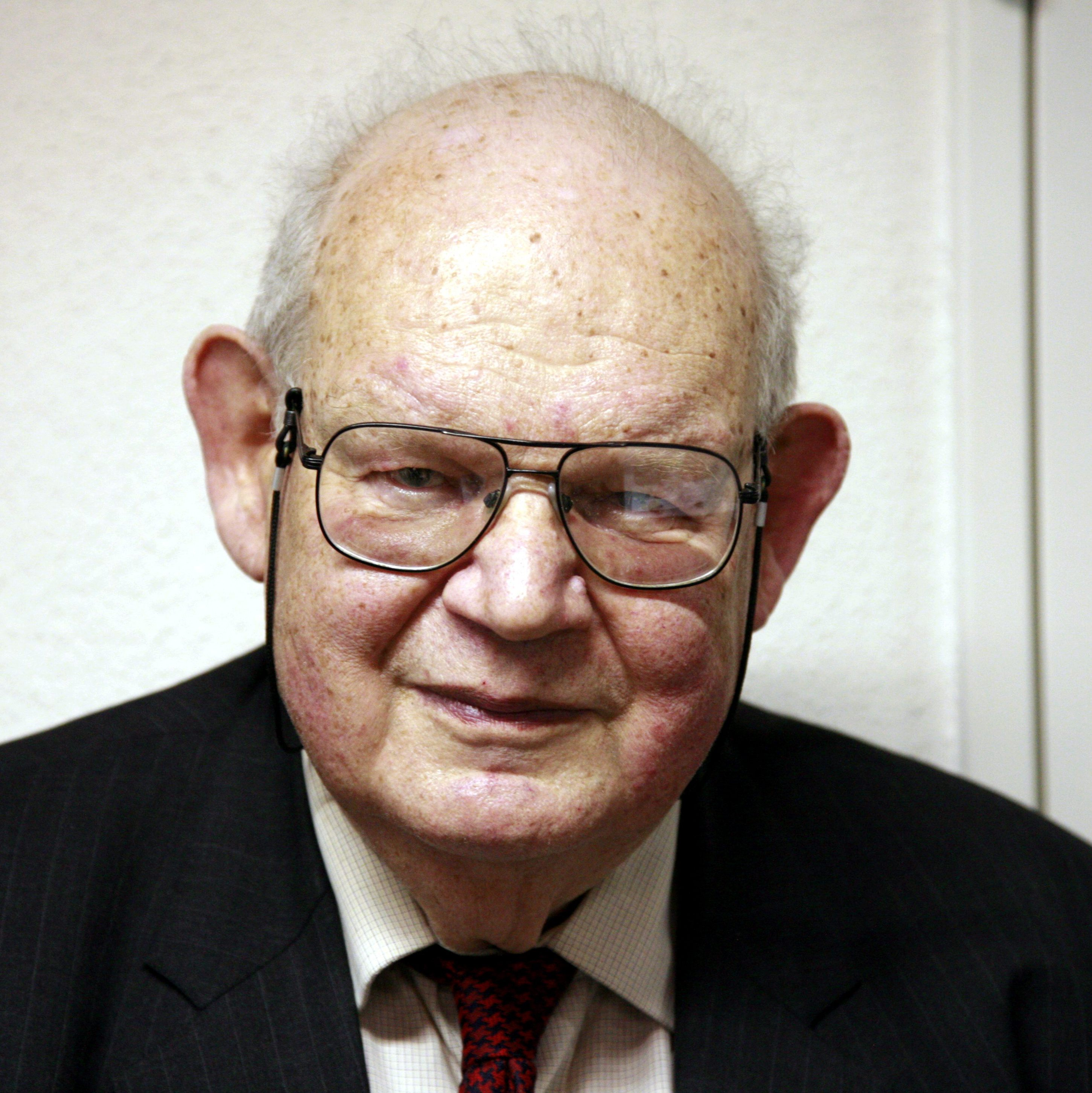
Benoît B. Mandelbrot (* 1924)
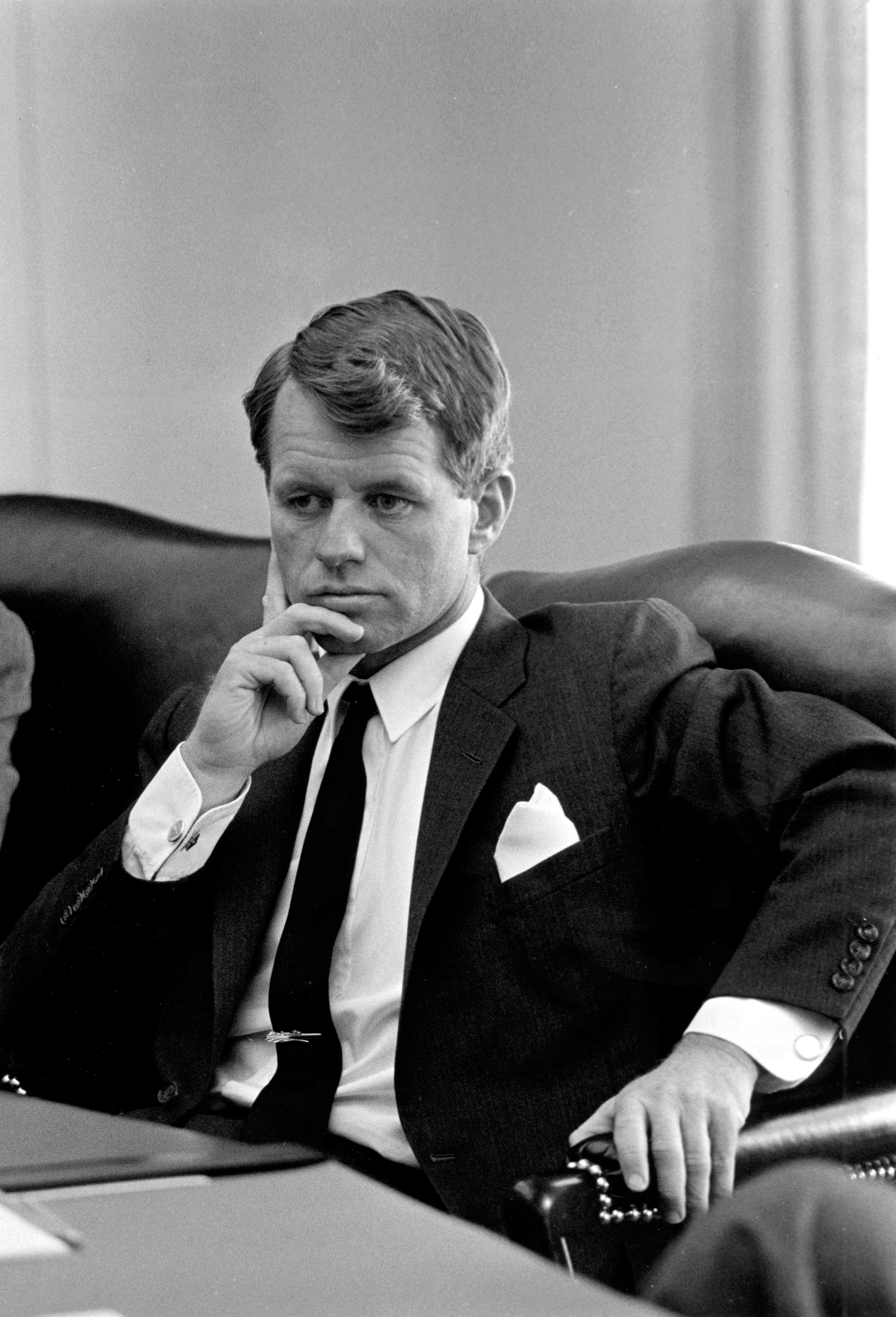
Robert F. Kennedy (* 1925)
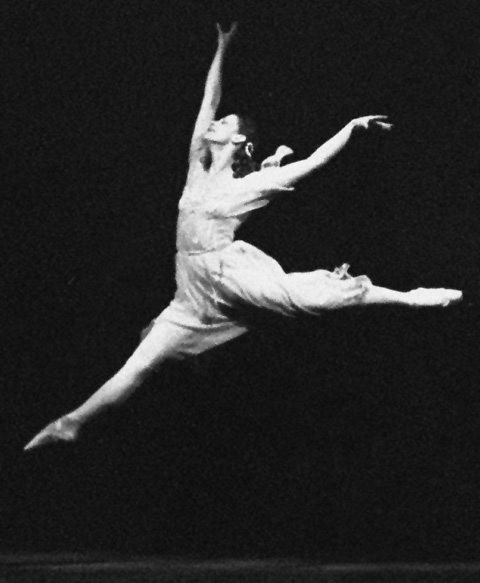
Maja Plissezkaja (* 1925)
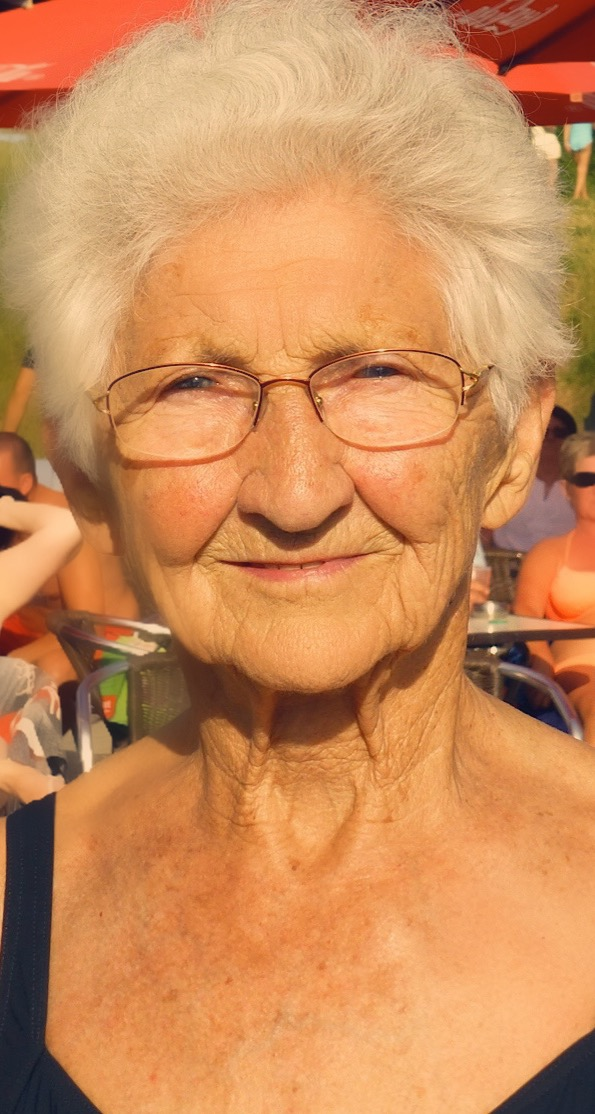
Johanna Quaas (* 1925)

- 1923: Nadine Gordimer, südafrikanische Schriftstellerin, Nobelpreisträgerin
- 1923: Diether Röth, deutscher Verleger und Märchenforscher
- 1924: Karen Harup, dänische Schwimmerin, Olympiasiegerin
- 1924: Benoît Mandelbrot, französischer Mathematiker
- 1925: Gertrud Benker, deutsche Schriftstellerin
- 1925: June Christy, US-amerikanische Jazzsängerin
- 1925: Gizella Farkas, ungarische Tischtennisspielerin
- 1925: Clytus Gottwald, deutscher Komponist, Chorleiter und Musikwissenschaftler
- 1925: Robert F. Kennedy, US-amerikanischer Politiker, Generalbundesanwalt, Senator, Attentatsopfer
- 1925ː Brina Kessel, US-amerikanische Ornithologin und Pädagogin
- 1925: Maja Michailowna Plissezkaja, sowjetisch-russische Tänzerin und Choreografin
- 1925: Manlio Scopigno, italienischer Fußballspieler und -trainer
- 1925ː Johanna Quaas, deutsche Turnerin und älteste Wettkampferturnerin der Welt

#### 1926–1950
- 1926: Peter Kingsley Archer, britischer Jurist und Politiker
- 1926: Choi Eun-hee, südkoreanische Schauspielerin
- 1927: Cäsar Meister, deutscher Politiker, MdHB, Senator
- 1927: Estelle Parsons, US-amerikanische Schauspielerin
- 1928: Elsbeth Lange, deutsche Palynologin
- 1929: Raymond Lefèvre, französischer Bandleader
- 1929: Herbert Lucy, deutscher Gewerkschafter
- 1930: Wanda Brunner, österreichische Politikerin, Mitglied des Bundesrates, Abgeordnete zum Nationalrat
- 1931: Rudi Hirsch, deutscher Handballspieler, Weltmeister
- 1931: Bill Looby, US-amerikanischer Fußballspieler
- 1931ː Rosita Missoni, Modedesignerin, Unternehmerin, Influencerin
- 1932: Don Durant, US-amerikanischer Schauspieler und Sänger
- 1932ː Mabel Landry, US-amerikanische Weitspringerin und Sprinterin
- 1933: Eitelfriedrich Thom, deutscher Dirigent und Musikwissenschaftler
- 1935: Anne LaBastille, US-amerikanische Autorin und Ökologin
- 1935: Imre Makovecz, ungarischer Architekt
- 1935: Irene Schuch, deutsche Diskuswerferin
- 1936: Don DeLillo, US-amerikanischer Schriftsteller
- 1936: Hamid Gul, pakistanischer Armeegeneral
- 1936: Helmut Jahn, deutscher Maler
- 1937: René Kollo, deutscher Opernsänger (Tenor)
- 1937: Ruth Laredo, US-amerikanische Pianistin
- 1937: Wiktorija Samuilowna Tokarewa, russische Schriftstellerin
- 1938: Richard Aoki, US-amerikanischer Bürgerrechtler

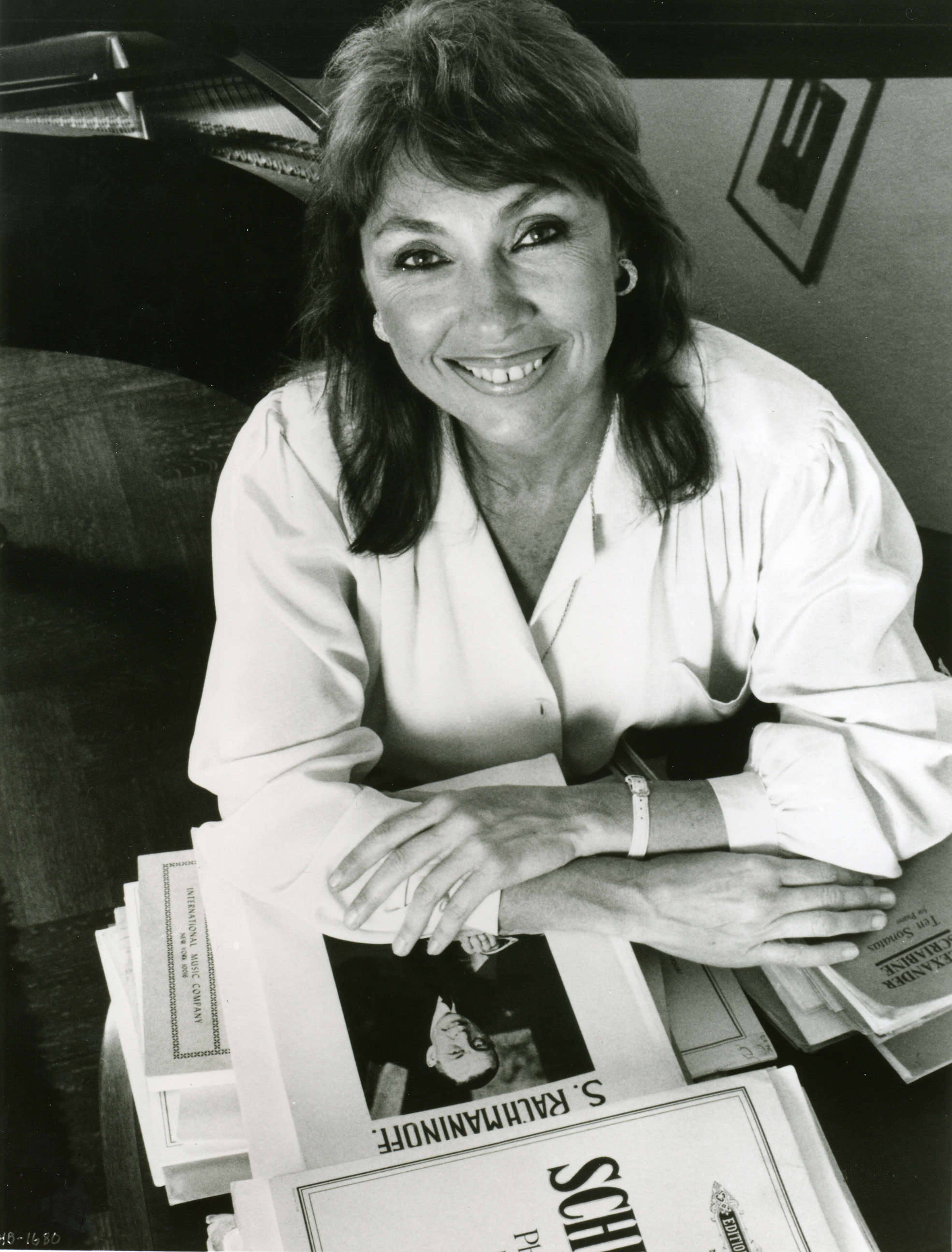
Ruth Laredo, 1990, in New York City (* 1937)
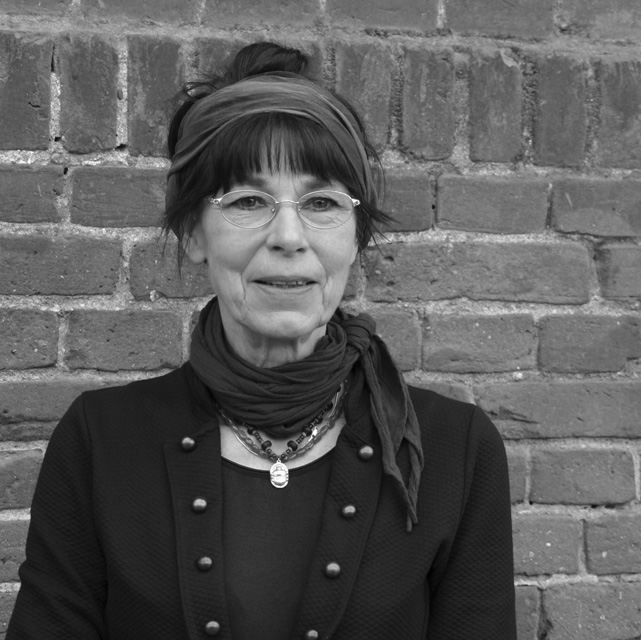
Sonja Eschefeld (* 1948)
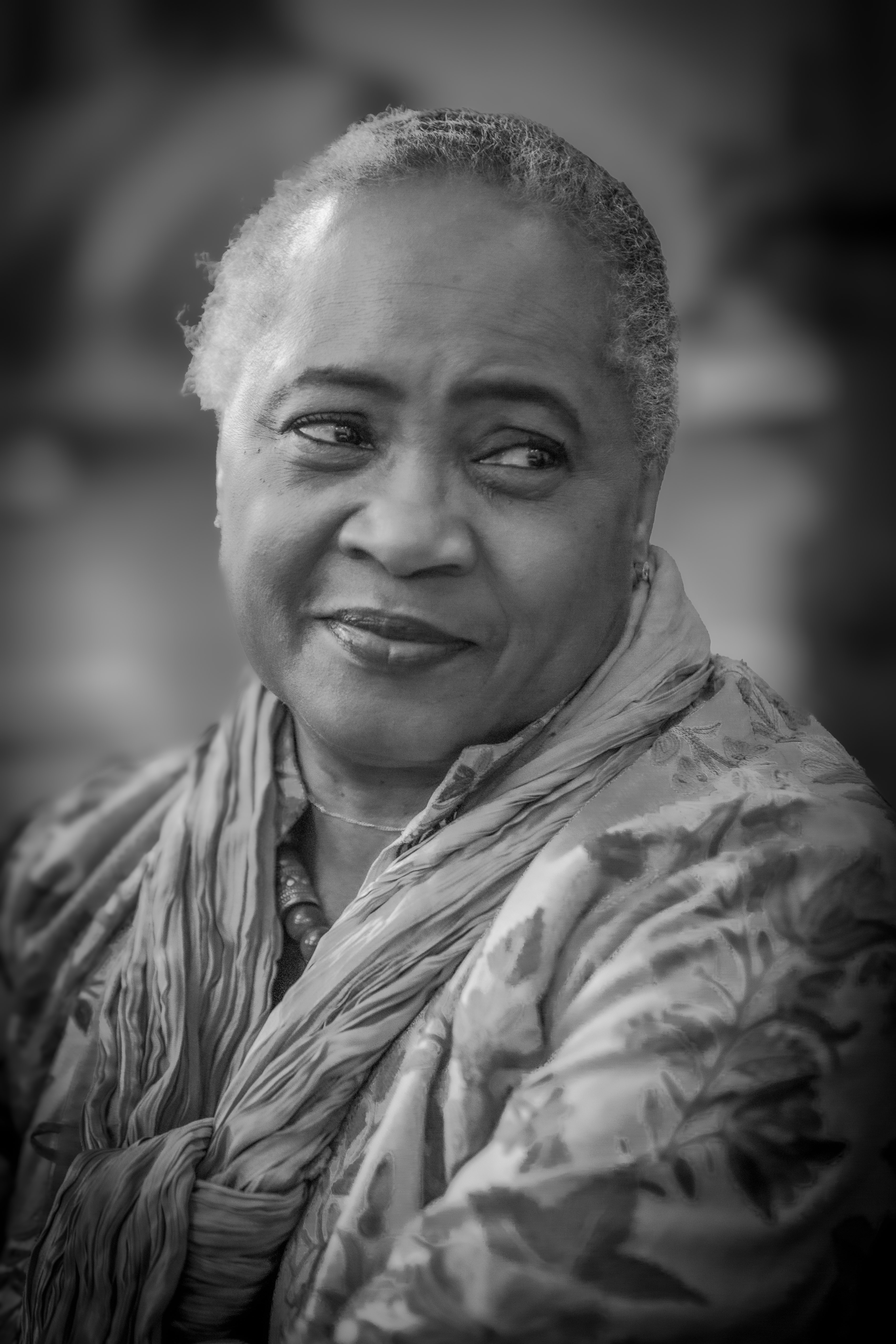
Barbara Hendricks (* 1948)

- 1939: Copi, argentinischer Comiczeichner
- 1940: Helma Sanders-Brahms, deutsche Filmregisseurin
- 1941: Dino Armas, uruguayischer Theaterregisseur und Dramaturg
- 1941: Dr. John, US-amerikanischer Rock-’n’-Roll-, Blues- und Jazz-Musiker und Produzent
- 1941: Gary Karr, US-amerikanischer Musiker
- 1942: Joe Biden, US-amerikanischer Politiker, Senator, Staatspräsident
- 1942: Norman Greenbaum, US-amerikanischer Sänger und Songschreiber
- 1942: Rüdiger Kuhlbrodt, deutscher Schauspieler und Regisseur
- 1942: Meredith Monk, US-amerikanische Komponistin, Choreografin und Performancekünstlerin
- 1942: Paulos Faraj Rahho, irakischer Geistlicher, Erzbischof von Mossul
- 1943: Roberto Octavio Balmori Cinta, mexikanischer Geistlicher, Bischof von Ciudad Valles
- 1943: Inge Mahn, deutsche Bildhauerin
- 1943: Suze Rotolo, US-amerikanische Künstlerin
- 1944: Henk Alkema, niederländischer Komponist
- 1944: Hervé Bayard, französischer Automobilrennfahrer
- 1944: Anthea Stewart, südafrikanisch-simbabwische Hockeyspielerin, Olympiasiegerin
- 1944: Klaus Weiß, deutscher Handballspieler
- 1946: Duane Allman, US-amerikanischer Musiker und Songschreiber
- 1946: Karin Aust-Dodenhoff, deutsche Juristin, Richterin und Gerichtspräsidentin
- 1946: Alice Aycock, US-amerikanische Bildhauerin
- 1946: Algimantas Butnorius, litauischer Schachspieler
- 1947: Joe Walsh, US-amerikanischer Musiker, Sänger und Songschreiber
- 1948: John R. Bolton, US-amerikanischer Diplomat
- 1948: Sonja Eschefeld, deutsche Bildhauerin und Malerin
- 1948: Barbara Hendricks, US-amerikanische Sängerin
- 1948: Kenjirō Shinozuka, japanischer Rallyefahrer
- 1949: Ronald Augustin, niederländischer Terrorist
- 1950: Edward Bozek, US-amerikanischer Fechter
- 1950: Gary Green, britischer Musiker
- 1950: Kurt Schaad, Schweizer Fernsehmoderator

#### 1951–1975
- 1951: León Gieco, argentinischer Musiker
- 1953: Halid Bešlić, bosnischer Sänger
- 1953: Gereon Bollmann, deutscher Jurist und Politiker, MdB
- 1954: Aneka, schottische Folksängerin
- 1954: Kaspar Heidelbach, deutscher Regisseur
- 1954: Frank Marino, kanadischer Rockmusiker
- 1956: Bo Derek, US-amerikanische Schauspielerin
- 1956: Olli Dittrich, deutscher Schauspieler und Komiker
- 1956: Helmfried von Lüttichau, deutscher Schauspieler
- 1957: Stefan Bellof, deutscher Autorennfahrer
- 1959: Franz-Peter Tebartz-van Elst, deutscher Geistlicher und Professor, Weihbischof in Münster, Bischof von Limburg, Kurienbischof in Rom
- 1959: Sean Young, US-amerikanische Schauspielerin
- 1959: Orlando Figes, britischer Historiker
- 1960: Veronika Bellmann, deutsche Politikerin, MdL, MdB
- 1961: Scott Angelle, US-amerikanischer Politiker
- 1961: Tim Harvey, britischer Autorennfahrer
- 1961: Werner Kogler, österreichischer Politiker, Abgeordneter zum Nationalrat, mehrfacher Bundesminister, Vizekanzler
- 1962: Mike La Marr, Schweizer Radiomoderator
- 1963: Don Braden, US-amerikanischer Tenorsaxophonist
- 1964: Katharina Böhm, österreichische Schauspielerin
- 1964: Sophie Fillières, französische Regisseurin und Drehbuchautorin
- 1964: Linda William’, französische Popsängerin
- 1965: Yoshiki Hayashi, japanischer Musiker und Produzent
- 1966: Pierpaolo Bisoli, italienischer Fußballspieler und -trainer
- 1966: Silke Gnad, deutsche Handballspielerin
- 1966: Ulf Krokfors, finnischer Jazzbassist
- 1967: Theresia Walser, deutsche Schriftstellerin
- 1967: Klaus Weese, deutscher Freestyle-Skier
- 1968: Robin M. Canup, US-amerikanische Astrophysikerin
- 1968; Jan Peter, deutscher Regisseur und Autor
- 1969: Ron Holzschuh, deutscher Schauspieler, Musiker, Tänzer und Choreograph
- 1970: Michael Altinger, deutscher Kabarettist und Autor
- 1970: Matt Blunt, US-amerikanischer Politiker, Gouverneur von Missouri
- 1970: Phife Dawg, US-amerikanischer Rapper
- 1970: Gabriele Rauscher, deutsche Freestyle-Skierin
- 1970: Susanne Schlenzig, deutsche Schauspielerin
- 1970: Gunnar Solka, deutscher Schauspieler
- 1971: Igor Jeftić, deutscher Schauspieler
- 1971: Marco Oppedisano, US-amerikanischer Komponist und Gitarrist
- 1972: Johan Åkerman, schwedischer Eishockeyspieler
- 1973: Matias Faldbakken, norwegischer Schriftsteller und Künstler
- 1973: Neil Hodgson, britischer Motorradrennfahrer
- 1973: Silke Lichtenhagen, deutsche Leichtathletin
- 1973: Ellen Schlootz, deutsche Schauspielerin
- 1974: Marina Andrievskaia, russisch-schwedische Badmintonspielerin
- 1974: Daniela Anschütz-Thoms, deutsche Eisschnellläuferin, Weltmeisterin, Olympiasiegerin

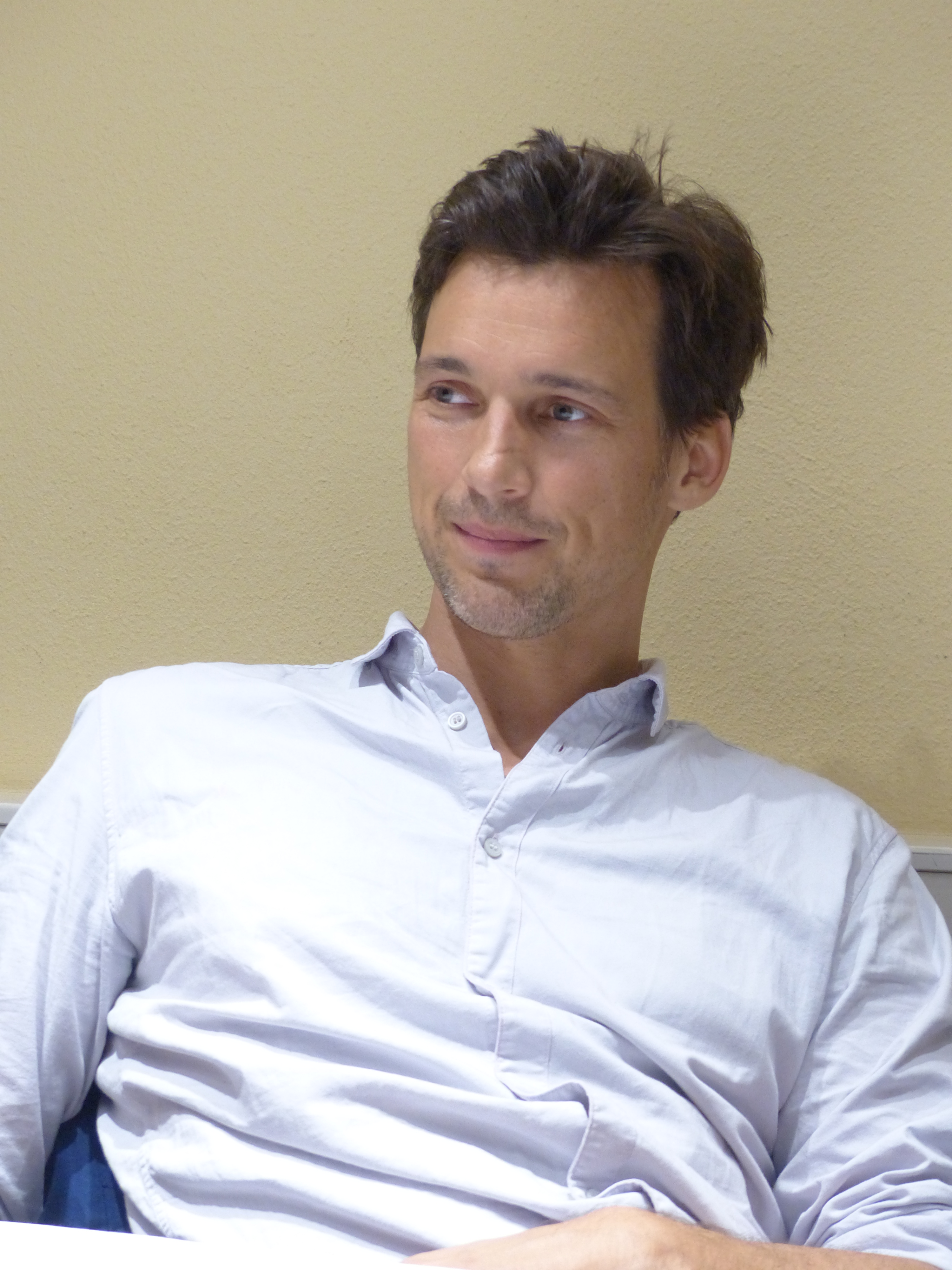
Florian David Fitz (* 1974)

- 1974: Florian David Fitz, deutscher Schauspieler
- 1974: Claudio Husaín, argentinischer Fußballspieler
- 1974: Kurt Krömer, deutscher Komiker, Schauspieler und Autor
- 1974: Stefen Schmitt, deutscher Filmeditor
- 1975: Dierks Bentley, US-amerikanischer Country-Musiker
- 1975: Davey Havok, US-amerikanischer Musiker (AFI)
- 1975: Anait Karpowa, russische Pianistin
- 1975: Tímea Vágvölgyi, ungarisches Erotikmodell

#### 1976–2000
- 1976: Pascal Roller, deutscher Basketballspieler
- 1977: Sandra Quellmann, deutsche Rundfunk- und Fernsehmoderatorin
- 1978: Kéné Ndoye, senegalesische Leichtathletin
- 1978: Nadine Velazquez, puerto-ricanisch-US-amerikanische Schauspielerin und Model
- 1979: Dmitri Bulykin, russischer Fußballspieler
- 1979: Bojana Popović, montenegrinische Handballspielerin, Olympiamedaillengewinnerin
- 1980: Jewhen Sotnykow, ukrainischer Judoka
- 1981: Carlos Boozer, US-amerikanischer Basketballspieler, Olympiasieger
- 1981: Jim Goodwin, irischer Fußballspieler und -trainer
- 1982: Shermine Shahrivar, deutsches Fotomodell, Miss Deutschland 2004
- 1983: Dele Aiyenugba, nigerianischer Fußballspieler
- 1985: Marcus Wengler, deutscher Schauspieler
- 1986: Ashley Fink, US-amerikanische Schauspielerin und Sängerin
- 1986: Özer Hurmacı, deutsch-türkischer Fußballspieler
- 1986: Jaina Lee Ortiz, US-amerikanische Schauspielerin
- 1986: Andrew Ranger, kanadischer Autorennfahrer
- 1986: Oliver Sykes, brasilianisch-englischer Sänger
- 1986: Kōdai Tsukakoshi, japanischer Rennfahrer
- 1987: Valdet Rama, albanischer Fußballspieler
- 1988: Roberto Rosales, venezolanischer Fußballspieler

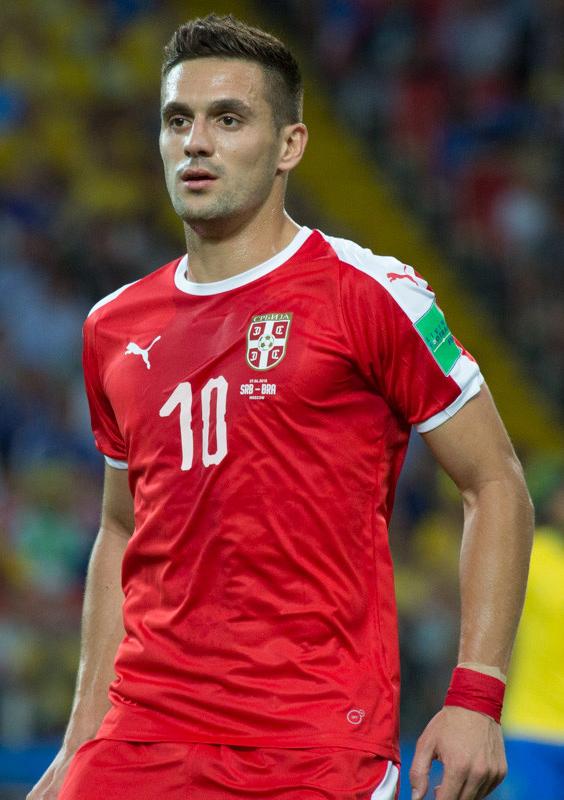
Dušan Tadić (* 1988)

- 1988: Dušan Tadić, serbischer Fußballspieler
- 1988: Rhys Wakefield, australischer Schauspieler
- 1989: Abby Erceg, neuseeländische Fußballspielerin
- 1989: Eduardo Vargas, chilenischer Fußballspieler
- 1990: Maria Sole Ferrieri Caputi, italienische Fußballschiedsrichterin
- 1991: Aubrey Bledsoe, US-amerikanische Fußballspielerin
- 1992: Juju, deutsche Sängerin
- 1992: Arne Löber, deutscher Schauspieler
- 1992: Frédéric Veseli, albanischer Fußballspieler

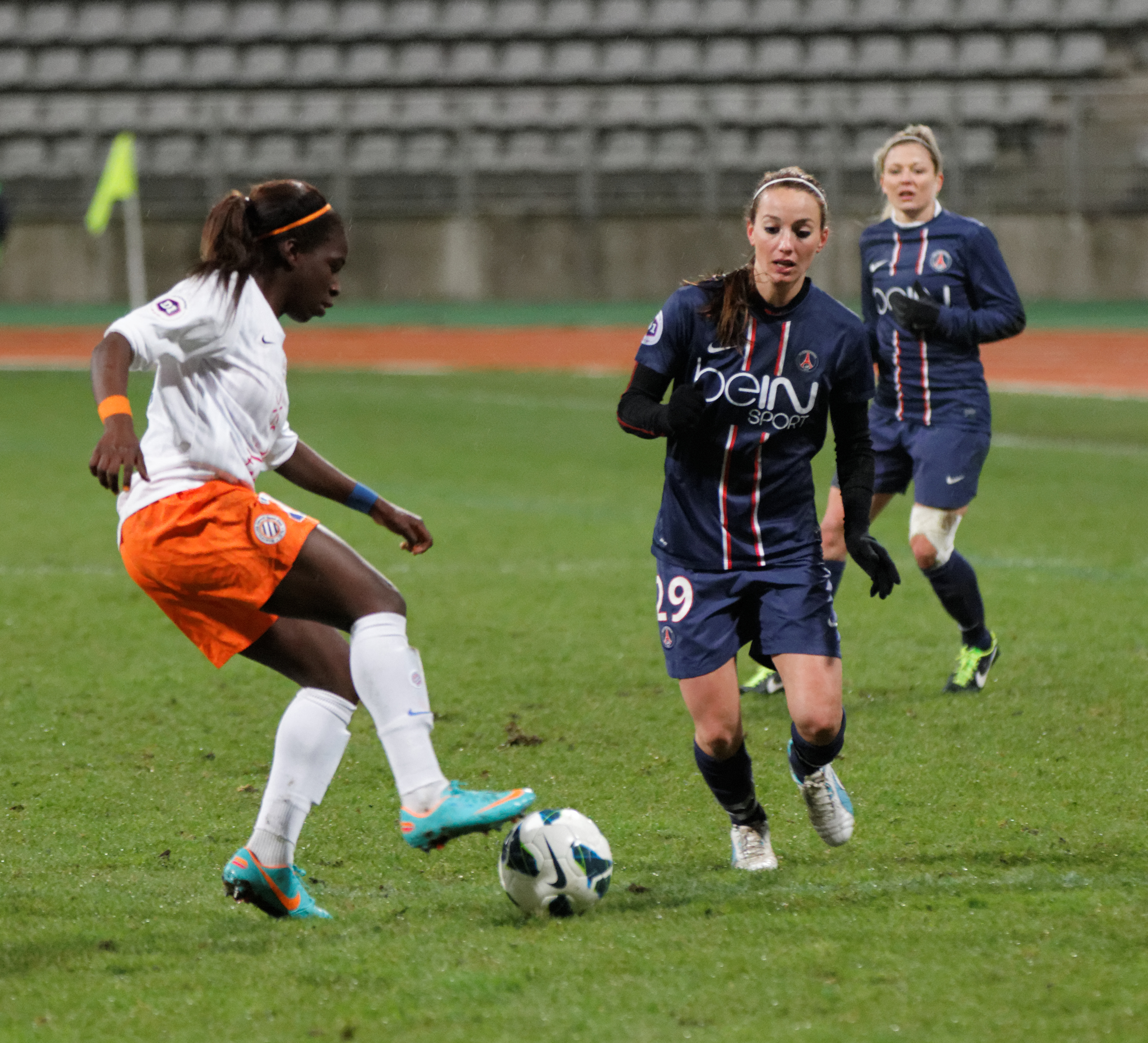
Viviane Asseyi (* 1993)

- 1993: Viviane Asseyi, französische Fußballspielerin
- 1996: Denis Zakaria, Schweizer Fußballspieler
- 1997: Tyler Biadasz, US-amerikanischer American-Football-Spieler
- 1998: Misaki Emura, japanische Säbelfechterin
- 2000: Austin Samuels, englischer Fußballspieler
- 2000: Connie Talbot, britische Sängerin

### 21. Jahrhundert
- 2002: Ugo de Wilde, belgischer Autorennfahrer
- 2002: Madisyn Shipman, US-amerikanische Schauspielerin
- 2004: Youssoufa Moukoko, deutscher Fußballspieler

## Gestorben

### Vor dem 16. Jahrhundert
- 0855: Theoktistos, byzantinischer Politiker
- 0869: Edmund von Ostanglien, König von East Anglia
- 0870: Hunbeorht, Bischof von Elmham
- 0967: Abū l-Faradsch al-Isfahānī, arabischer Historiker, Literat und Poet
- 0996: Richard I., erster Herzog der Normandie
- 1008: Gottfried I., Herzog der Bretagne
- 1022: Bernward von Hildesheim, Bischof von Hildesheim, Gründer der Hildesheimer Werkstätten, Heiliger
- 1092: Malik Schah I., Sultan der Großseldschuken
- 1115: Udalschalk, Graf von Lurn
- 1157: Fulko von Angoulême, Erzbischof von Tyrus, Lateinischer Patriarch von Jerusalem
- 1170: Gerung, Abt des Klosters Bosau, Bischof von Meißen
- 1189: Hermann von Friedingen, Bischof von Konstanz
- 1372: Elizabeth Comyn, englische Adelige
- 1460: Ulrich von Eyczing, deutscher Adeliger, Begründer des Mailberger Bundes
- 1480: Eleonore von Schottland, Herzogin von Tirol
- 1497: Nikolaus Kempf, deutscher Mystiker und Theologe

### 16. bis 18. Jahrhundert
- 1503: Magnus II., Herzog von Mecklenburg
- 1506: Yeonsangun, zehnter König der koreanischen Joseon-Dynastie
- 1509: Konrad Altheimer, Administrator des Bistums Olmütz und Weihbischof in Olmütz
- 1509: Nikolaus II. Engel, Abt des Zisterzienserklosters in Ebrach
- 1519: Andries Boelens, Bürgermeister und Regent von Amsterdam
- 1557: Kaspar Brusch, deutscher Humanist und Theologe, Historiker und Dichter
- 1559: Frances Brandon, englische Adelige
- 1583: Philipp II., Landgraf von Hessen-Rheinfels
- 1603: Krzysztof Mikołaj Radziwiłł, Magnat und Militärbefehlshaber in Polen-Litauen
- 1633: Johann Georg Agricola, deutscher Mediziner
- 1634: Anna Maria zu Solms-Sonnenwalde, Gräfin von Hohenlohe-Langenburg
- 1651: Mikołaj Potocki, Großhetman der polnischen Krone
- 1657: Menasse ben Israel, sephardischer Jude, Gelehrter, Diplomat, Schriftsteller, Kabbalist, Drucker und Verleger
- 1662: Leopold Wilhelm von Österreich, Statthalter der spanischen Niederlande, Feldherr und Kunstmäzen
- 1665: Julius Heinrich, Herzog von Sachsen-Lauenburg
- 1674: Markus Otto, Gesandter von Straßburg bei den Verhandlungen zum Westfälischen Frieden
- 1695: Zumbi, letzter Anführer des autonomen Königreichs Palmares von entflohenen und frei geborenen Sklaven im heutigen Staat Alagoas, Brasilien
- 1704: Charles Plumier, französischer Botaniker, Forschungsreisender und Mitglied des Paulanerordens
- 1708: Paul Strudel, österreichischer Bildhauer
- 1711: Gerrit Roosen, Hamburger Kaufmann und Prediger der Mennonitengemeinde in Altona
- 1722: John Lombe, englischer Seidenproduzent und Industriespion
- 1725: Wilhelm I., Landgraf von Hessen-Rotenburg
- 1729: Georg Nitsch, deutscher Theologe
- 1736: Elizabeth Rowe, englische Künstlerin
- 1741: Melchior de Polignac, französischer Kardinal, Diplomat und Dichter

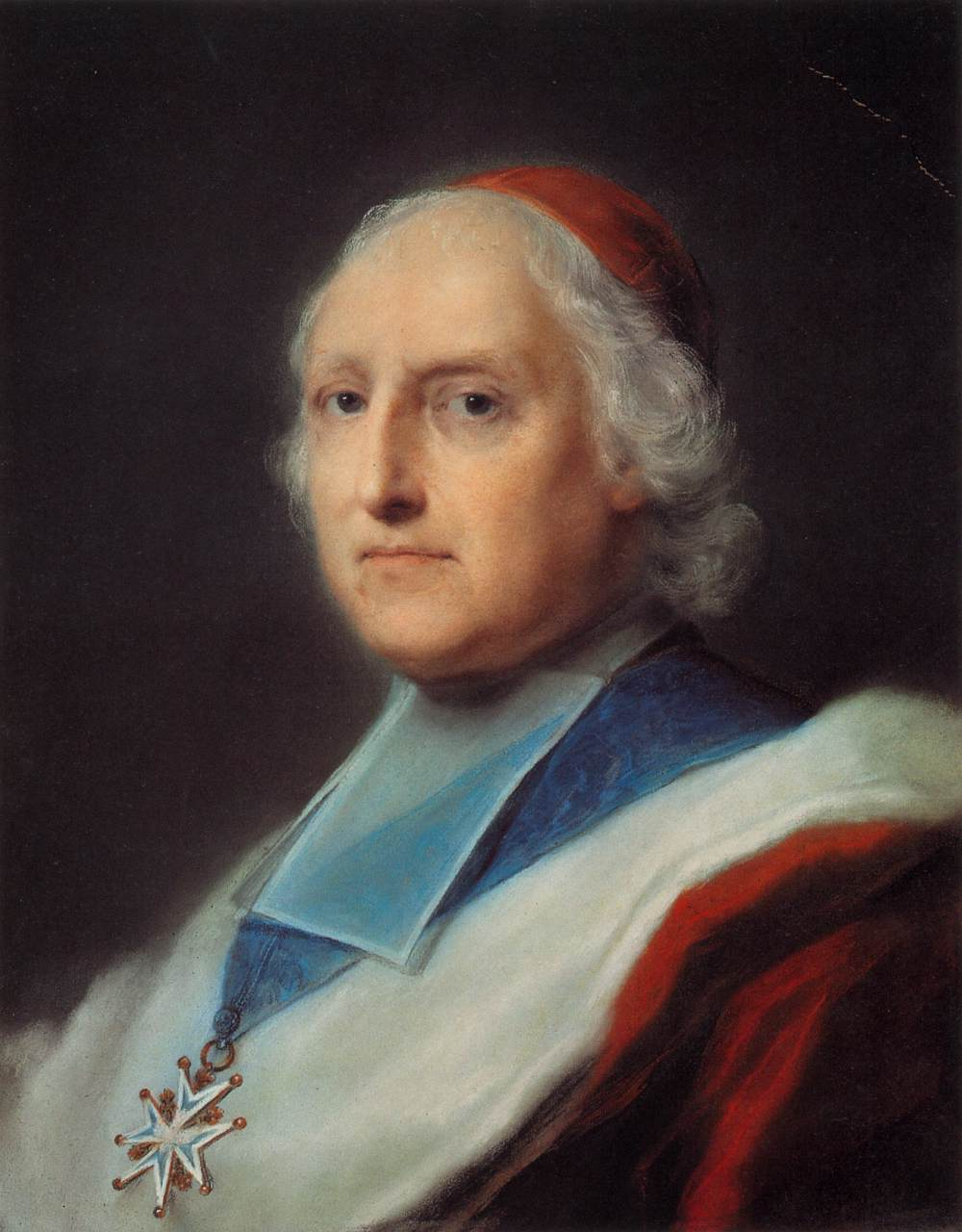
Kardinal Melchior de Polignac († 1741)

- 1741: Anna Barbara Walch-Künkelin, Schorndorfer Bürgerin und Anführerin der „Schorndorfer Weiber“
- 1758: Johan Helmich Roman, schwedischer Komponist
- 1771: Thomas Jefferys, englischer Geograph, Kartograph, Kupferstecher, Buchhändler, Verleger und Drucker
- 1773: Charles Jennens, englischer Grundbesitzer, Mäzen und Librettist
- 1774: Georg Ludwig Alefeld, deutscher Mediziner und Physiker
- 1783: Karl Friedrich Abt, deutscher Intendant
- 1785: James Wright, britischer Jurist und Kolonialgouverneur der Province of Georgia

### 19. Jahrhundert
- 1804: Sultan ibn Ahmad, Sayyid von Maskat
- 1824: Carl Axel Arrhenius, schwedischer Artillerieoffizier, Amateurgeologe und Chemiker
- 1827: Alexei Nikolajewitsch Titow, russischer Komponist
- 1827: Johann Esaias von Seidel, bayerischer Verleger und Mäzen
- 1847: Henry Francis Lyte, britischer Theologe und Kirchenlieddichter
- 1851: Jean-Jacques Ambert, französischer General
- 1856: Farkas Bolyai, ungarischer Mathematiker und Dichter
- 1861: Christian Friedrich Brendel, deutscher Ingenieur
- 1863: James Bruce, 8. Earl of Elgin, englischer Kolonialbeamter und Diplomat
- 1867: Guido Theodor Apel, deutscher Schriftsteller und Stifter
- 1867: Peter Clodt von Jürgensburg, russischer Bildhauer
- 1872: Rudolf Friedrich Steinfels, Schweizer Seifen- und Parfümfabrikant
- 1880: Léon Cogniet, französischer Maler
- 1882: Ludwig von Arco-Zinneberg, deutscher Politiker
- 1882: Henry Draper, US-amerikanischer Astronom
- 1882: Béla Kéler, ungarischer Komponist
- 1886: John Arnot junior, US-amerikanischer Politiker
- 1886ː Rebecca Solomon, englische Malerin
- 1887: Louis Gallait, belgischer Maler
- 1889: August Engelbrekt Ahlqvist, finnischer Sprachwissenschaftler
- 1889: Louise Zeller, deutsche Schriftstellerin
- 1893: Kalle Løchen, norwegischer Maler und Schauspieler
- 1894: Anton Rubinstein, russischer Pianist, Komponist und Dirigent
- 1897: Ernest Giles, australischer Forscher

### 20. Jahrhundert

#### 1901–1950

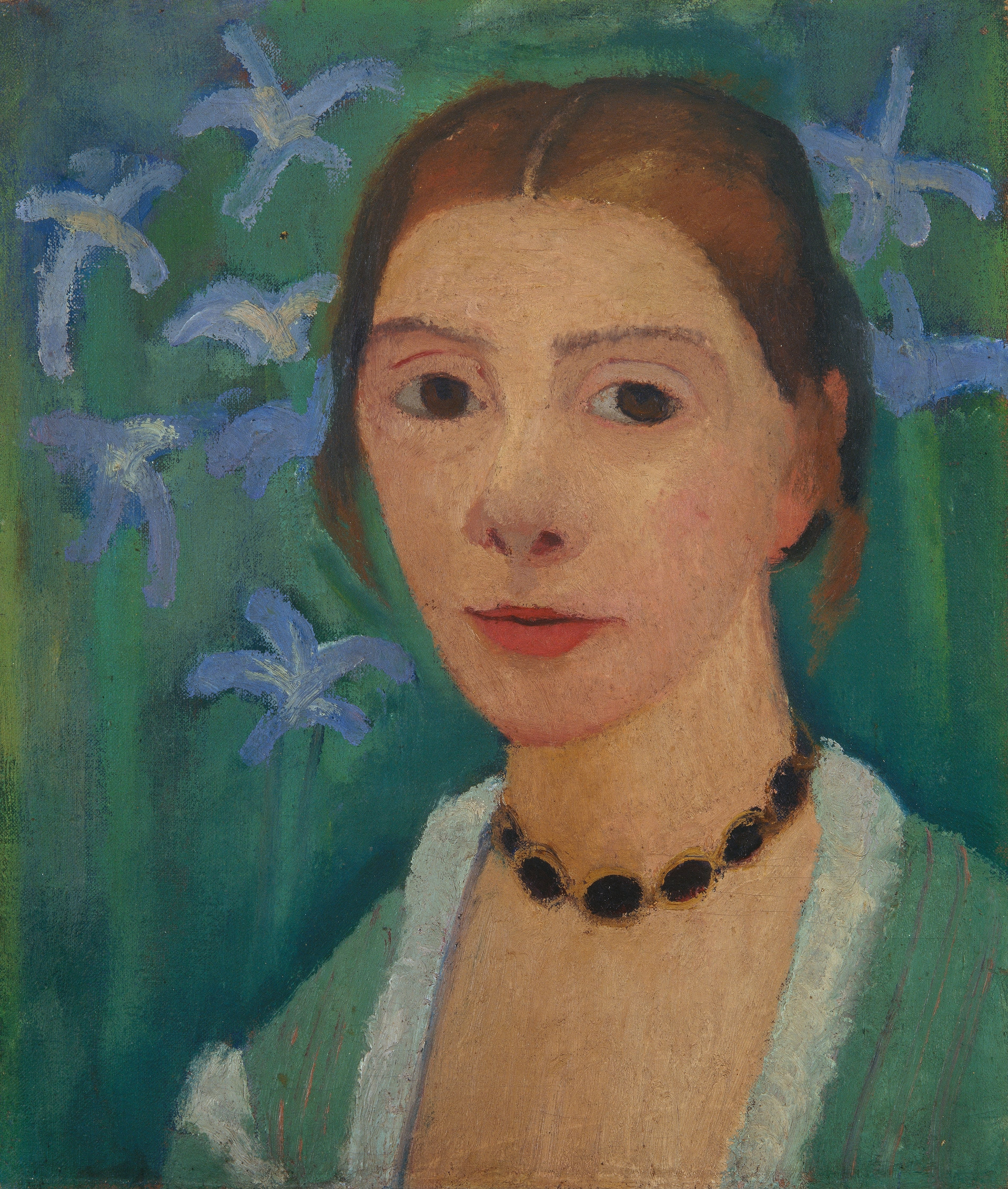
Paula Modersohn-Becker
(† 1907)

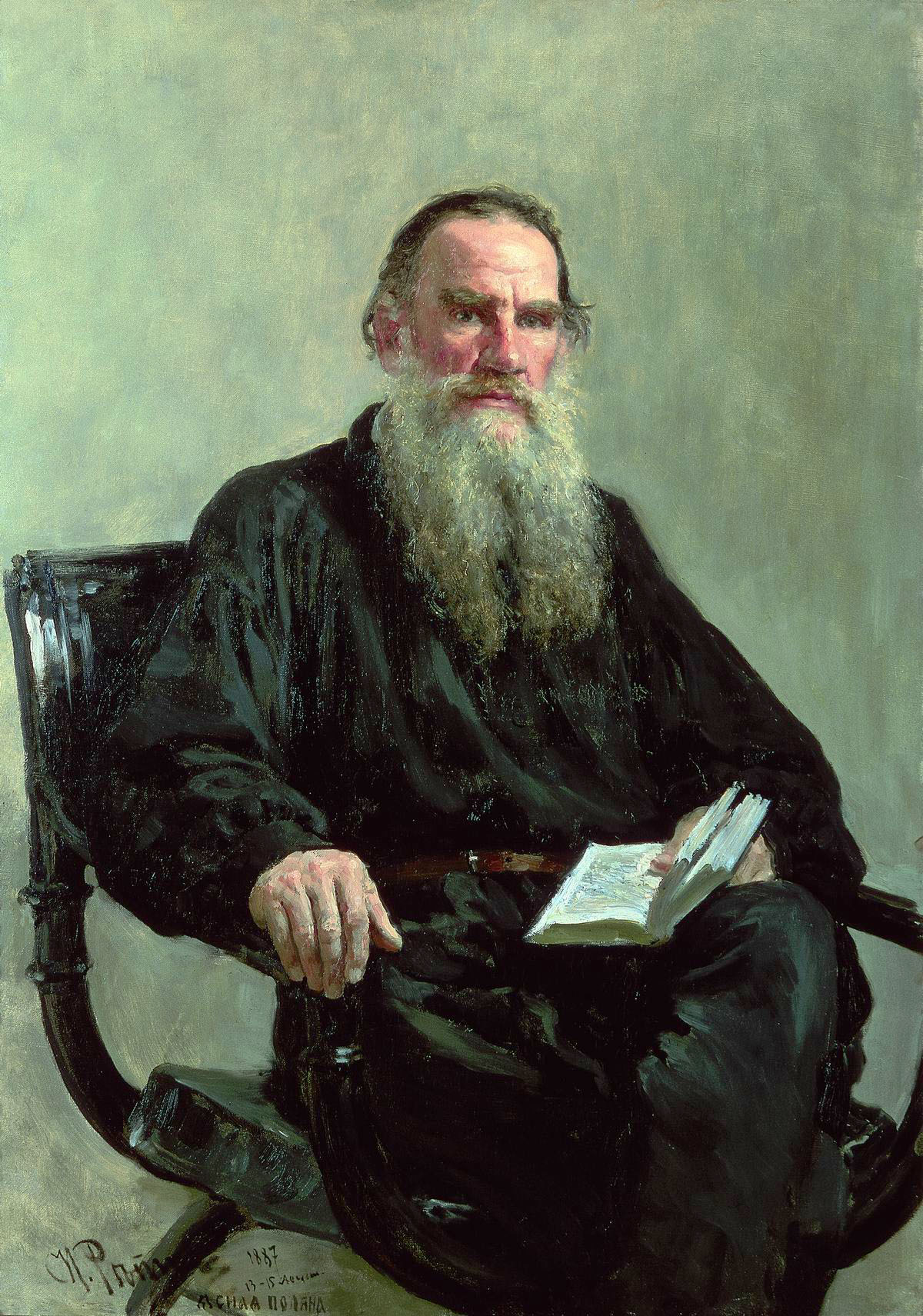
Leo Tolstoi
(† 1910)

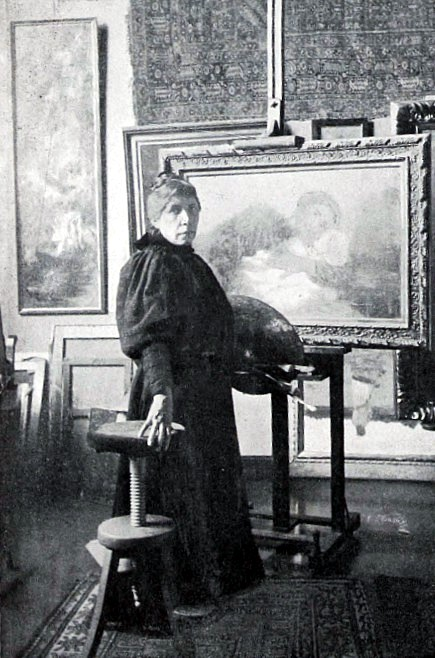
Dora Hitz († 1924)

- 1901: Ludwig Helfenstein, deutscher Jurist, Hochschullehrer, Publizist und Politiker
- 1903: Francis Marion Drake, US-amerikanischer Politiker
- 1907: Paula Modersohn-Becker, deutsche Malerin des Expressionismus
- 1909: Albert Frank, deutscher Maschinenbau-Ingenieur und Hochschullehrer
- 1910: Leo Tolstoi, russischer Schriftsteller
- 1912: Friedrich Seifriz, österreichischer Gutsbesitzer und Politiker
- 1916: James Guillaume, Schweizer Anarchist und Schriftsteller
- 1917: Frederick Herbert Torrington, kanadischer Organist, Dirigent, Komponist und Musikpädagoge
- 1918: John Bauer, schwedischer Maler
- 1924ː Dora Hitz, deutsche Malerin

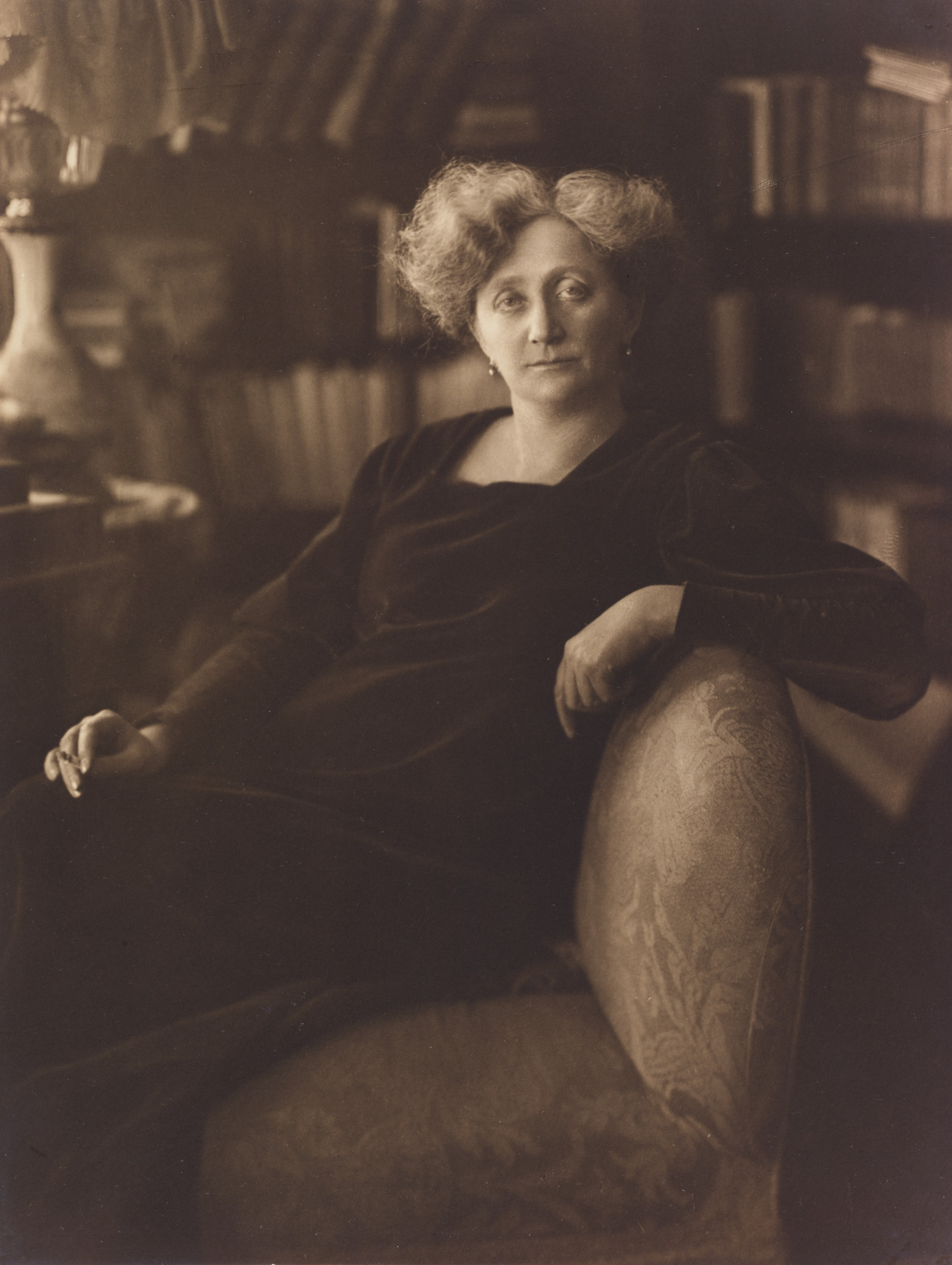
Carry Brachvogel († 1942)

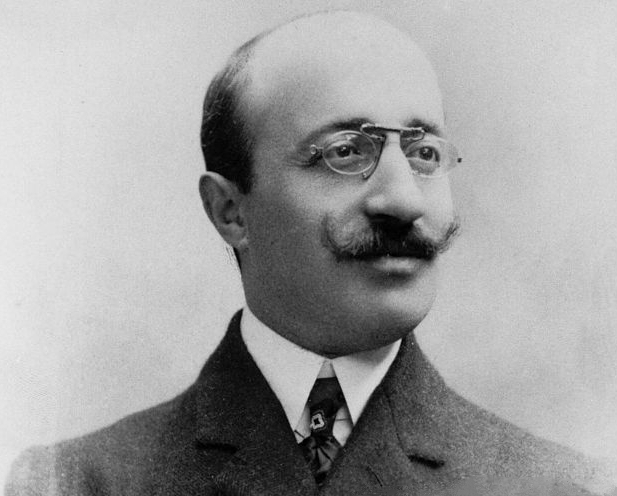
Francesco Cilea († 1950)

- 1924: Lee Stack, britischer Generalmajor, Generalgouverneur des Anglo-Ägyptischen Sudan und Oberbefehlshaber der ägyptischen Armee
- 1925: Alexandra von Dänemark, dänische Prinzessin und Gemahlin des britischen Königs Edward VII.
- 1925: Stefan Żeromski, polnischer Schriftsteller
- 1927: Wilhelm Stenhammar, schwedischer Komponist, Dirigent und Pianist
- 1931: David Bruce, australisch-englischer Arzt und Mikrobiologe
- 1934: Florian Berndl, österreichischer Naturheilkundler
- 1936: Buenaventura Durruti, spanischer Anarchist, Syndikalist und Revolutionär
- 1936: José Antonio Primo de Rivera, spanischer faschistischer Politiker
- 1940: Harriot Eaton Stanton Blatch, US-amerikanische Suffragette und Publizistin
- 1942: Julius Andree, deutscher Professor
- 1942ː Carry Brachvogel, deutsche Schriftstellerin, Opfer des Holocaust
- 1944: Ferdinand Thomas, deutscher Widerstandskämpfer
- 1944: Norman Wilks, kanadischer Pianist und Musikpädagoge
- 1945: Francis William Aston, englischer Physiker und Chemiker, Nobelpreis für Chemie
- 1947: Wolfgang Borchert, deutscher Schriftsteller
- 1947: Georg Kolbe, deutscher Bildhauer
- 1950: Francesco Cilea, italienischer Komponist

#### 1951–2000
- 1951ː Sophie Glättli-Graf, Schweizer Frauenrechtlerin
- 1952: Benedetto Croce, italienischer Philosoph, Literaturhistoriker und Politiker
- 1952: Jock Porter, britischer Motorradrennfahrer, Unternehmer und Motorradkonstrukteur
- 1954: Alexei Alexejewitsch Ignatjew, russischer und sowjetischer General und Diplomat
- 1954: Clyde Vernon Cessna, US-amerikanischer Flugpionier
- 1955: Tomasz Stefan Arciszewski, polnischer Politiker
- 1956: Emmerich Hanus, österreichischer Filmschauspieler, -regisseur und -produzent
- 1957: Fritz Erle, deutscher Ingenieur und Automobilrennfahrer
- 1959: J. R. Tremblay, kanadischer Schauspieler und Autor
- 1960: Seth Abderhalden, Schweizer Bergsteiger und Extremkletterer
- 1963: Johann von Vásáry, ungarischer Theaterschauspieler, Theaterregisseur, Theaterdirektor, Schriftsteller, Filmregisseur und Drehbuchautor
- 1970: Heinrich Oskar Marzell, deutscher Botaniker
- 1972: Ennio Flaiano, italienischer Schriftsteller
- 1972: Erwin Stresemann, deutscher Zoologe
- 1973: Allan Sherman, US-amerikanischer Komiker und Musikproduzent
- 1974: Manuel Dicenta, spanischer Schauspieler
- 1974: Kurt Leimer, deutscher Pianist, Komponist und Klavierpädagoge
- 1974: Laura Carola Mazirel, niederländische Juristin, Autorin, Widerstandskämpferin
- 1975: Herbert Aschmann, deutscher Maler
- 1975: Francisco Franco, spanischer General und Diktator
- 1975: Mathilde Hertz, deutsche Biologin
- 1977: Lester Koenig, US-amerikanischer Musikproduzent
- 1977: Conrad Letendre, kanadischer Organist, Komponist und Musikpädagoge
- 1978: Robert Alan Aurthur, US-amerikanischer Schriftsteller, Drehbuchautor und Filmproduzent

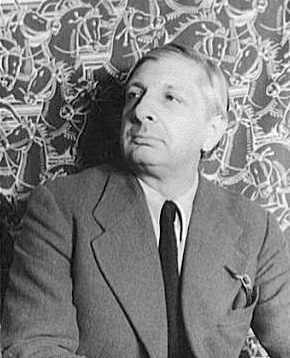
Giorgio de Chirico († 1978)

- 1978: Giorgio de Chirico, italienischer Maler und Grafiker, einer der Wegbereiter des Surrealismus
- 1978: Jens August Schade, dänischer Dichter und Schriftsteller
- 1980: Albert von Riccabona, österreichischer Mediziner und Hochschullehrer
- 1980: Eugenia Umińska, polnische Geigerin und Musikpädagogin
- 1981: Herbert Behrens-Hangeler, deutscher Maler und Grafiker
- 1981: Rolf Bongs, deutscher Schriftsteller
- 1984: Mario Celoria, italienischer Fußballspieler
- 1984: Alexander Moyzes, slowakischer Komponist
- 1990: Herbert Kegel, deutscher Dirigent
- 1991: Helga Hahnemann, deutsche Entertainerin
- 1993: Emile Ardolino, US-amerikanischer Filmregisseur, Filmproduzent und Theaterschauspieler
- 1995: Sergei Michailowitsch Grinkow, russischer Eiskunstläufer
- 1996: Bert Achong, trinidadischer Labormediziner
- 1996: Ján Albrecht, slowakischer Musikwissenschaftler, Musikpädagoge und Hochschullehrer
- 1998: Roland Alphonso, jamaikanischer Tenorsaxophonist
- 1999: Erich Dittmann, deutscher Maler, Grafiker, Zeichner
- 1999: Amintore Fanfani, italienischer Politiker, Regierungschef

### 21. Jahrhundert
- 2000: Mike Muuss, US-amerikanischer Software-Entwickler, Autor des freien Netzwerkprogramms Ping
- 2002: Florian Dąbrowski, polnischer Komponist und Musikpädagoge
- 2002: Gaby von Schönthan (geb. Gabriele Philipp, verh. Gabriele Frischauer), österreichische Schauspielerin und Schriftstellerin
- 2003: Robert Alastair Addie, britischer Schauspieler
- 2003: Loris Azzaro, italienischer Modeschöpfer
- 2003: David Dacko, zentralafrikanischer Politiker
- 2003: Jim Siedow, US-amerikanischer Schauspieler und Theaterregisseur
- 2004: Aurelio Malfa, italienischer Schauspieler
- 2005: Manouchehr Atashi, persischer Dichter und Übersetzer
- 2005: Erich Mühe, deutscher Mediziner und Erfinder des Laparoskops
- 2005: Hans-Peter Reinecke, deutscher Schauspieler
- 2006: Robert Altman, US-amerikanischer Regisseur, Autorenfilmer und Filmproduzent
- 2006: Zoia Ceaușescu, rumänische Mathematikerin und Tochter von  Elena und Nicolae Ceaușescu
- 2007: Rudolf Sachsenweger, deutscher Augenarzt
- 2007: Ian Smith, rhodesischer Politiker
- 2007: Konrad Thurano, deutscher Drahtseilartist
- 2008: Boris Fjodorow, russischer Ökonom und Politiker
- 2008: Jan Machulski, polnischer Schauspieler und Regisseur
- 2008: Baldassarre Monti, italienischer Motorradrennfahrer
- 2009: Doris Ebbing, deutsche Kommunalpolitikerin
- 2009: H. C. Robbins Landon, US-amerikanischer Musikwissenschaftler
- 2009: Elisabeth Söderström, schwedische Opern- und Konzertsängerin
- 2010: Roxana Briban, rumänische Sopranistin
- 2010: Walter Helmut Fritz, deutscher Lyriker, Essayist und Romancier
- 2010: Chalmers Johnson, US-amerikanischer Professor für Politikwissenschaft und Asienexperte
- 2010: Little Smokey Smothers, US-amerikanischer Bluesmusiker
- 2010: Heinz Weiss, deutscher Schauspieler
- 2011: Russell Garcia, US-amerikanischer Komponist und Arrangeur
- 2011: Mario Martiradonna, italienischer Fußballspieler
- 2011: Eberhard Piltz, deutscher Journalist
- 2012: Kaspars Astašenko, lettischer Eishockeyspieler
- 2012: Albert Cramer, deutscher Unternehmer
- 2013: Dieter Hildebrandt, deutscher Kabarettist, Schauspieler und Buchautor
- 2013: Charlotte Niemann, deutsche Regisseurin
- 2014: Gertraud Schaar, deutsche Textilgestalterin
- 2015: Greti Kläy, Schweizer Filmregisseurin
- 2015: Hans Krause, deutscher Kabarettist
- 2015: Keith Michell, australischer Schauspieler
- 2016: William Trevor, irischer Schriftsteller
- 2017: Dieter Bellmann, deutscher Schauspieler und Regisseur
- 2018: Eddie C. Campbell, US-amerikanischer Bluesmusiker
- 2018: Harald Heilmann, deutscher Komponist und Musikpädagoge
- 2018: Aaron Klug, britischer Biochemiker und Nobelpreisträger
- 2018: Dietmar Schwager, deutscher Fußballspieler und -trainer
- 2020: Daniel Cordier, französischer Widerstandskämpfer, Kunsthändler und Historiker
- 2020: Udo Walz, deutscher Star-Friseur
- 2021: Cem Arslan, deutscher Regisseur, Filmtonmeister und Koordinator von Jugendfilmprojekten
- 2021: Waleri Garkalin, Schauspieler, Schauspiellehrer und Puppenspieler
- 2021: Ted Herold, deutscher Sänger
- 2022: Hebe de Bonafini, argentinische Menschenrechtsaktivistin
- 2022: Joyce Bryant, US-amerikanische Sängerin
- 2022: Hédi Fried, rumänisch-schwedische Holocaust-Überlebende, Schriftstellerin und Psychologin
- 2022ː Gunilla Palmstierna-Weiss, schwedische Bildhauerin, Keramikerin, Bühnenbildnerin und Autorin
- 2022: Jean-Marie Straub, französischer Filmemacher
- 2023ː Zdena Hadrbolcová, tschechische Schauspielerin
- 2024ː M. Jodi Rell, US-amerikanische Politikerin

## Feier- und Gedenktage
- Kirchliche Gedenktage
  - Hl. Bernward von Hildesheim, deutscher Adeliger und Bischof (evangelisch, katholisch)
  - Hl. Korbinian, fränkischer Eremit und Bischof, Schutz- und Stadtpatron (katholisch)
- Namenstage
  - Edmund
- Gedenkentag für die Opfer von Transphobie
- Internationaler Tag der Kinderrechte

Weitere Einträge enthält die Liste von Gedenk- und Aktionstagen.